# 安達邨
安達邨（英語：On Tat Estate）是香港房屋委員會轄下的一個公共屋邨，坐落於香港九龍觀塘區秀茂坪安翠街3號，屬安達臣道發展計劃的一部份。
安達邨由房屋署總建築師（3）負責設計，全邨共有11座樓高28至45層不等的住宅大樓，提供9,285個單位，最多可供23,387人入住，已於2015年8月至2016年9月分階段竣工。發展項目設有一座樓高兩層連停車場平台建築的商場，名為安達商場，並設有幼稚園（地下高層）及長者鄰舍中心（平台一樓）。

## 歷史
按照1998年《安達臣道發展計劃》環境影響評估報告列出的最早期發展方案，安達邨位置將興建一個包括19幢1999年版本新十字型大廈的居屋屋苑，但因房屋政策改變而不了了之。
2009年，原來的概念草圖計劃興建12座樓高40層的公屋。在經過進一步研究和聽取公眾意見後，在翌年把樓宇數目減少至11座，並提供9,170個單位供24,700人居住。其中南面地盤D的4棟公屋將建於兩層高的平台上，兩層高的平台設有零售及停車場設施。工程時名稱為「安達臣道公屋發展項目地盤D」及「安達臣道公屋發展項目地盤E 第一及第二期」。地盤D由新昌營造廠有限公司承建，地盤E則由有利建築有限公司承建。
2012年年初，房屋署因應公屋輪候冊申請人數高企，決定增加公屋樓高以提高單位供應。原來北面地盤E的7棟樓高40層的公屋將改為2幢40層高、3幢41層及2幢45層高的公屋。樓高45層公屋將成為繼油麗邨第一期及牛頭角下邨第一期後，本港第三個罕有需要預留避火層的摩天公屋，提供9,356個單位供23,387人居住，調高樓層數目可增加單位160個。工程在2011年年底展開，於2016年年底落成。
安達邨於興建時，加設安翠街及安秀道，提供了與秀茂坪和安泰邨的連接，並設兩條附電梯塔的行人通道分別連接寶達邨及秀茂坪邨，當中後者於安秀道一端為行人隧道，其餘路段皆為行人天橋。

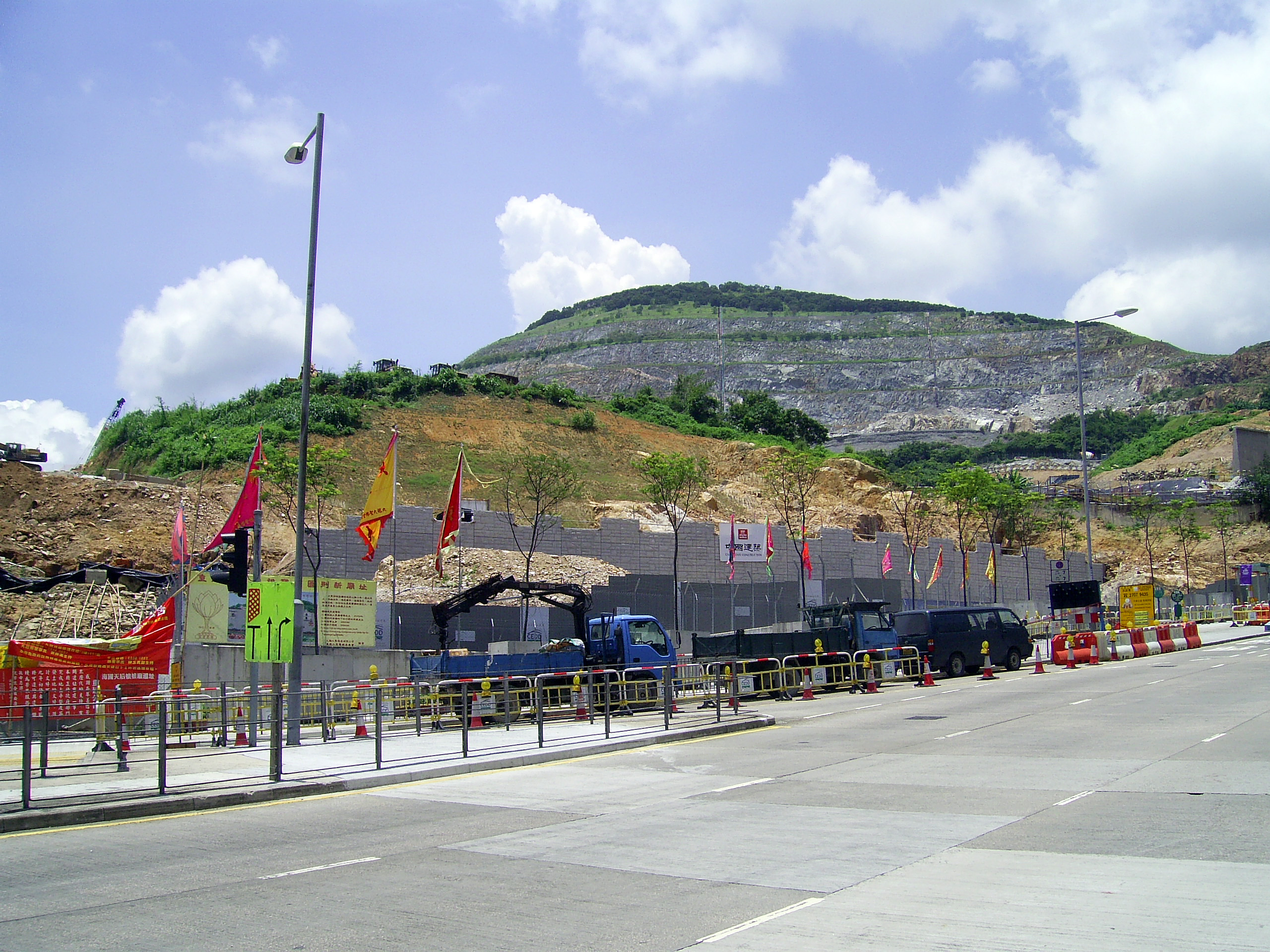
安達邨地盤（2009年7月）
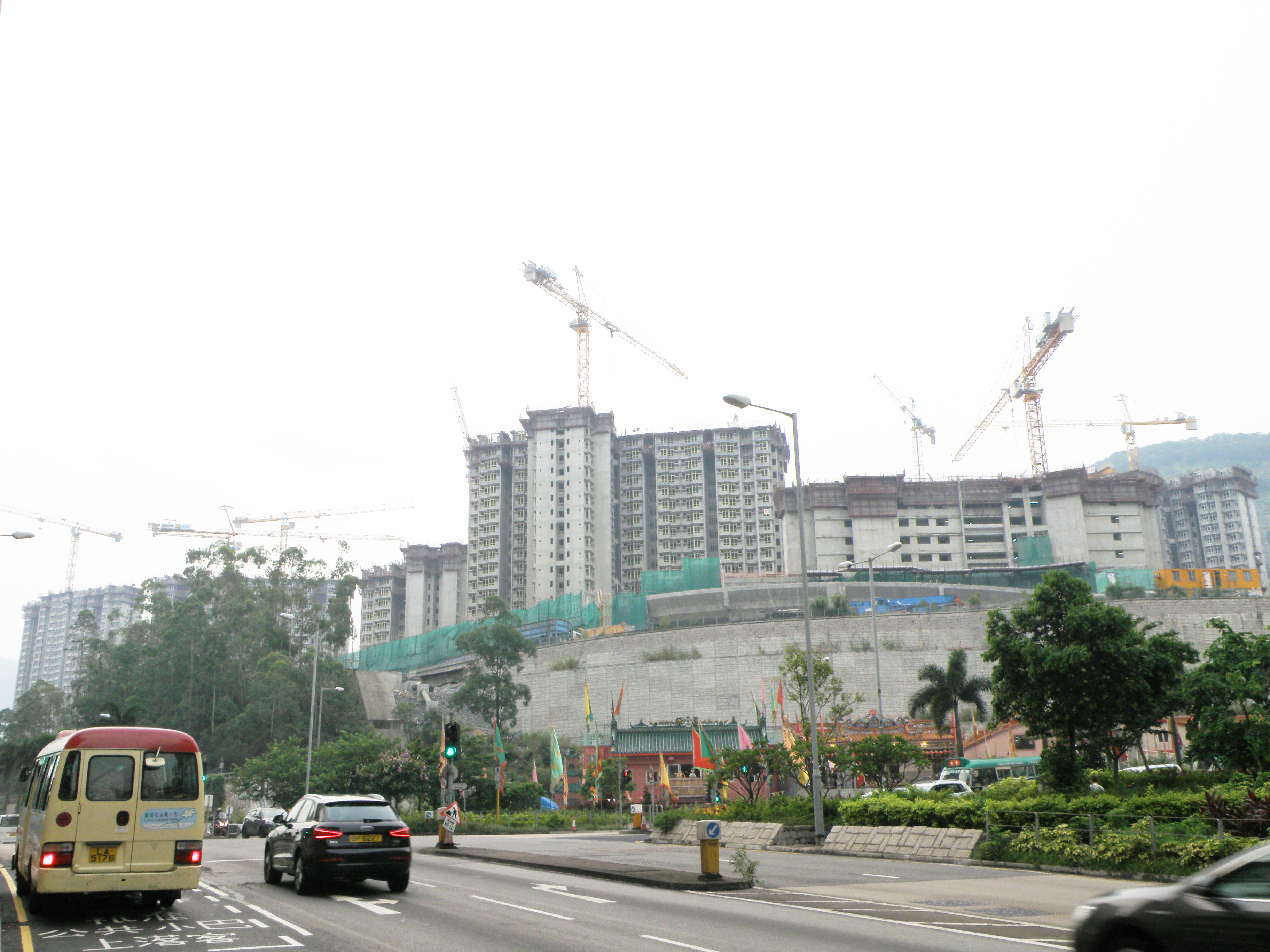
建築中的安達邨（2014年7月）
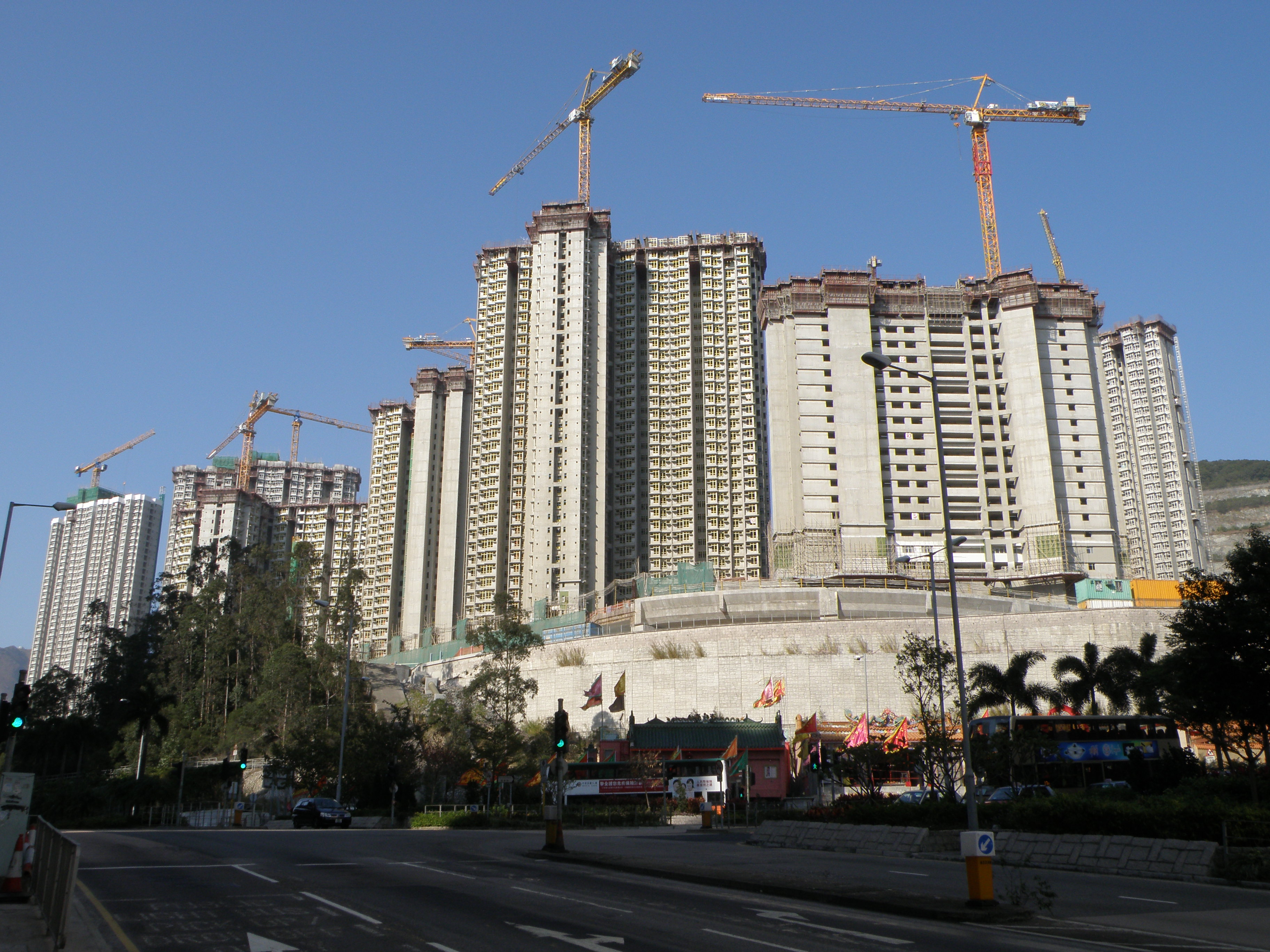
建築中的安達邨（2015年1月）
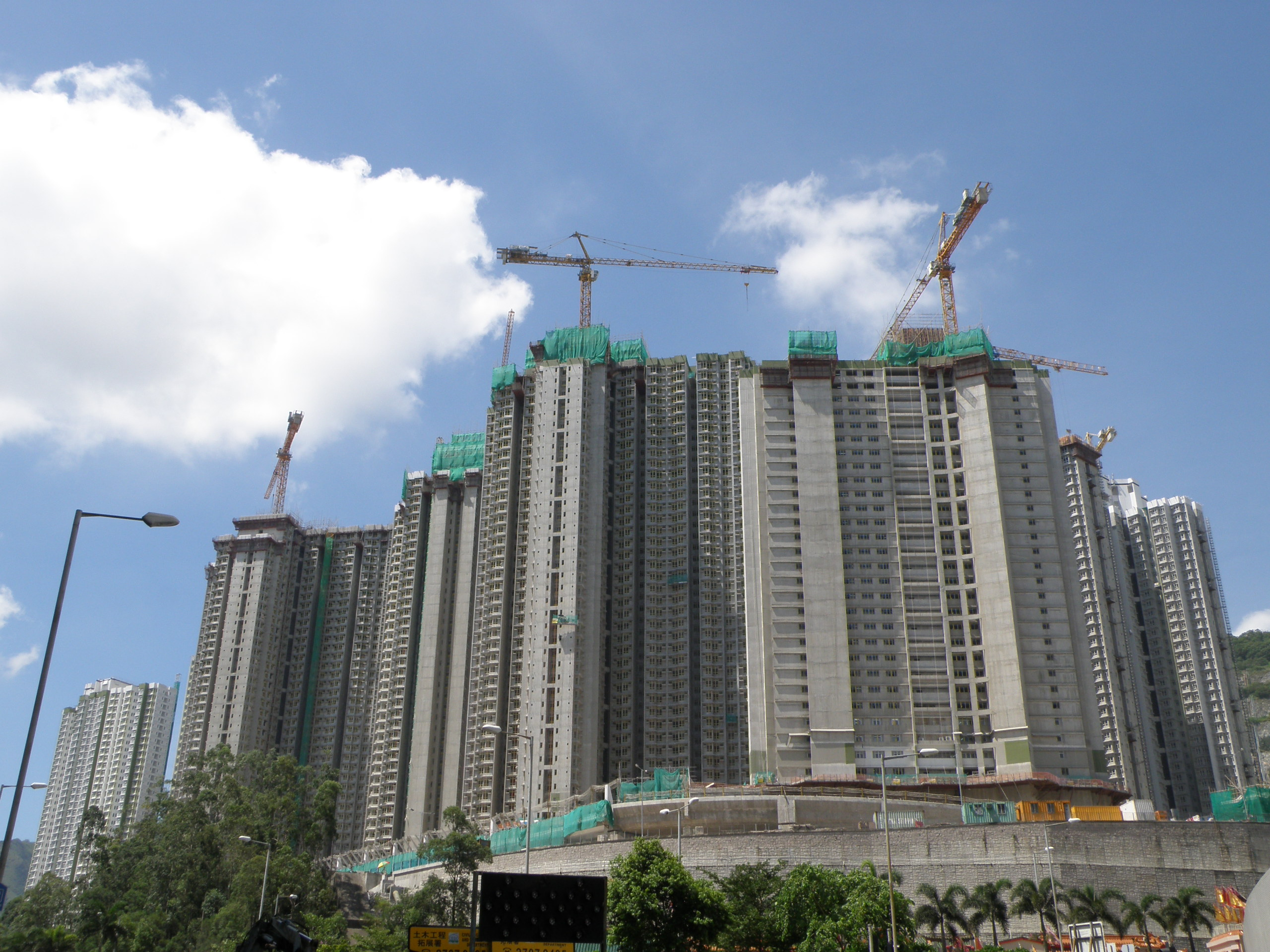
建築中的安達邨（2015年8月）
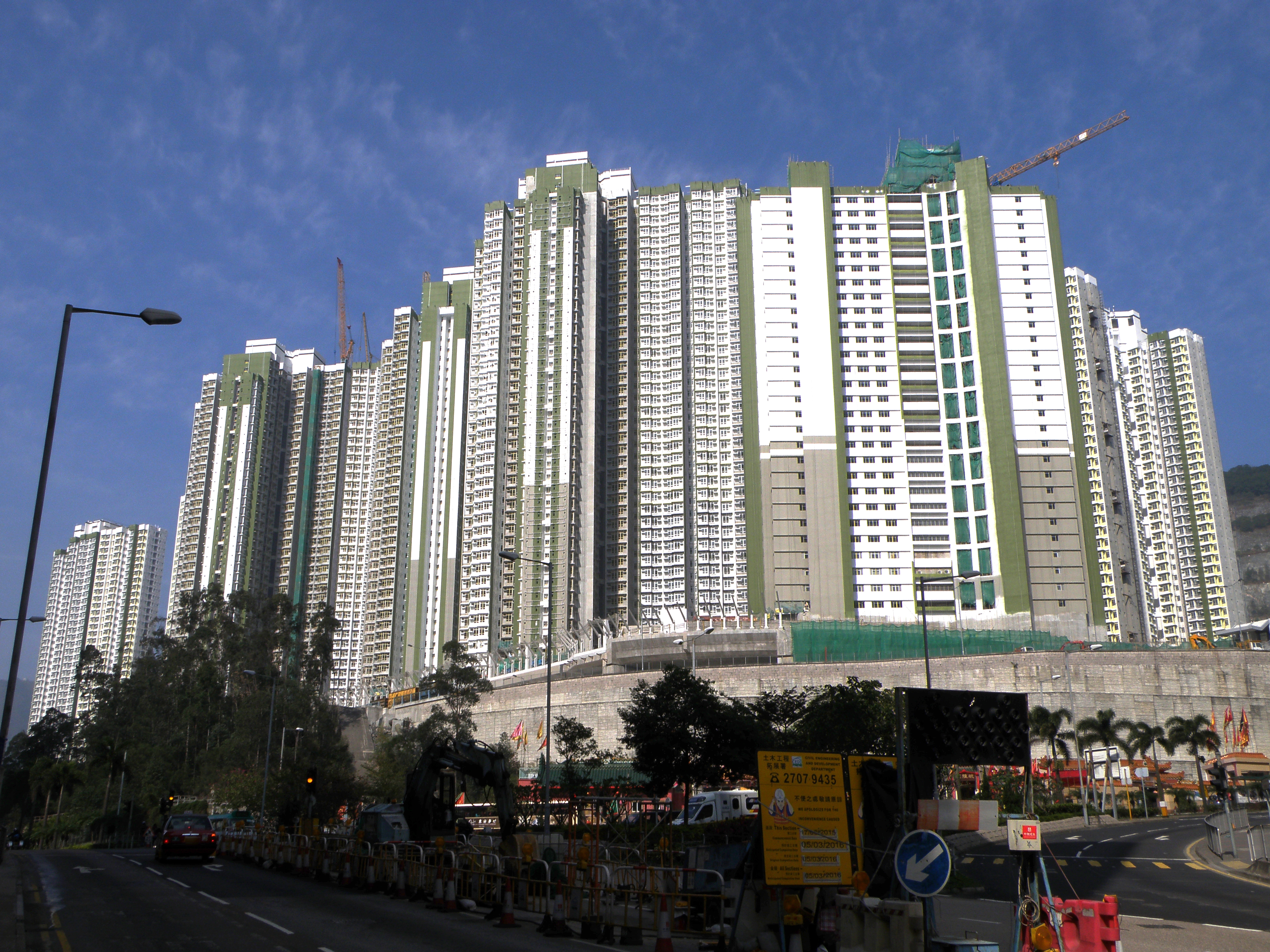
建築中的安達邨（2016年1月）

## 屋邨資料

### 樓宇
| 樓宇名稱（座號） | 樓宇類型                    | 落成年份 | 樓宇層數 （住宅層數） | 每層伙數                         | 每座單位總數（伙） | 建築師              | 承建商             | 提供升降機的廠商 |
| ---------------- | --------------------------- | -------- | --------------------- | -------------------------------- | ------------------ | ------------------- | ------------------ | ---------------- |
| 仁達樓（第1座）  | 非標準設計大廈 （T型）      | 2016年   | 29（28）              | 14（2-29樓）                     | 392                | 房屋署總建築師（3） | 新昌營造廠有限公司 | 通力             |
| 善達樓（第2座）  | 非標準設計大廈 （十字長型） | 2016年   | 43（40）              | 26（2-38樓） 24（39-41樓）       | 1010               | 房屋署總建築師（3） | 新昌營造廠有限公司 | 通力             |
| 禮達樓（第3座）  | 非標準設計大廈 （十字長型） | 2016年   | 43（40）              | 26（2-38樓） 24（39-41樓）       | 1010               | 房屋署總建築師（3） | 新昌營造廠有限公司 | 通力             |
| 智達樓（第4座）  | 非標準設計大廈 （十字長型） | 2016年   | 43（40）              | 26（2-38樓） 24（39-41樓）       | 1010               | 房屋署總建築師（3） | 新昌營造廠有限公司 | 通力             |
| 愛達樓（第5座）  | 非標準設計大廈 （Z型）      | 2016年   | 41（40）              | 22（3-40樓） 11（1-2樓）         | 858                | 房屋署總建築師（3） | 有利建築有限公司   | 通力             |
| 誠達樓（第6座）  | 非標準設計大廈 （Z型）      | 2016年   | 41（40）              | 22（3-40樓） 11（2樓） 10（1樓） | 857                | 房屋署總建築師（3） | 有利建築有限公司   | 通力             |
| 俊達樓（第7座）  | 非標準設計大廈 （Z型）      | 2016年   | 41（40）              | 22（3-40樓） 16（1-2樓）         | 868                | 房屋署總建築師（3） | 有利建築有限公司   | 通力             |
| 賢達樓（第8座）  | 非標準設計大廈 （十字型）   | 2016年   | 45（43）              | 20                               | 860                | 房屋署總建築師（3） | 有利建築有限公司   | 通力             |
| 孝達樓（第9座）  | 非標準設計大廈 （十字型）   | 2016年   | 45（43）              | 20                               | 860                | 房屋署總建築師（3） | 有利建築有限公司   | 通力             |
| 謙達樓（第10座） | 非標準設計大廈 （十字型）   | 2016年   | 40（39）              | 20                               | 780                | 房屋署總建築師（3） | 有利建築有限公司   | 通力             |
| 正達樓（第11座） | 非標準設計大廈 （十字型）   | 2016年   | 40（39）              | 20                               | 780                | 房屋署總建築師（3） | 有利建築有限公司   | 通力             |

### 命名

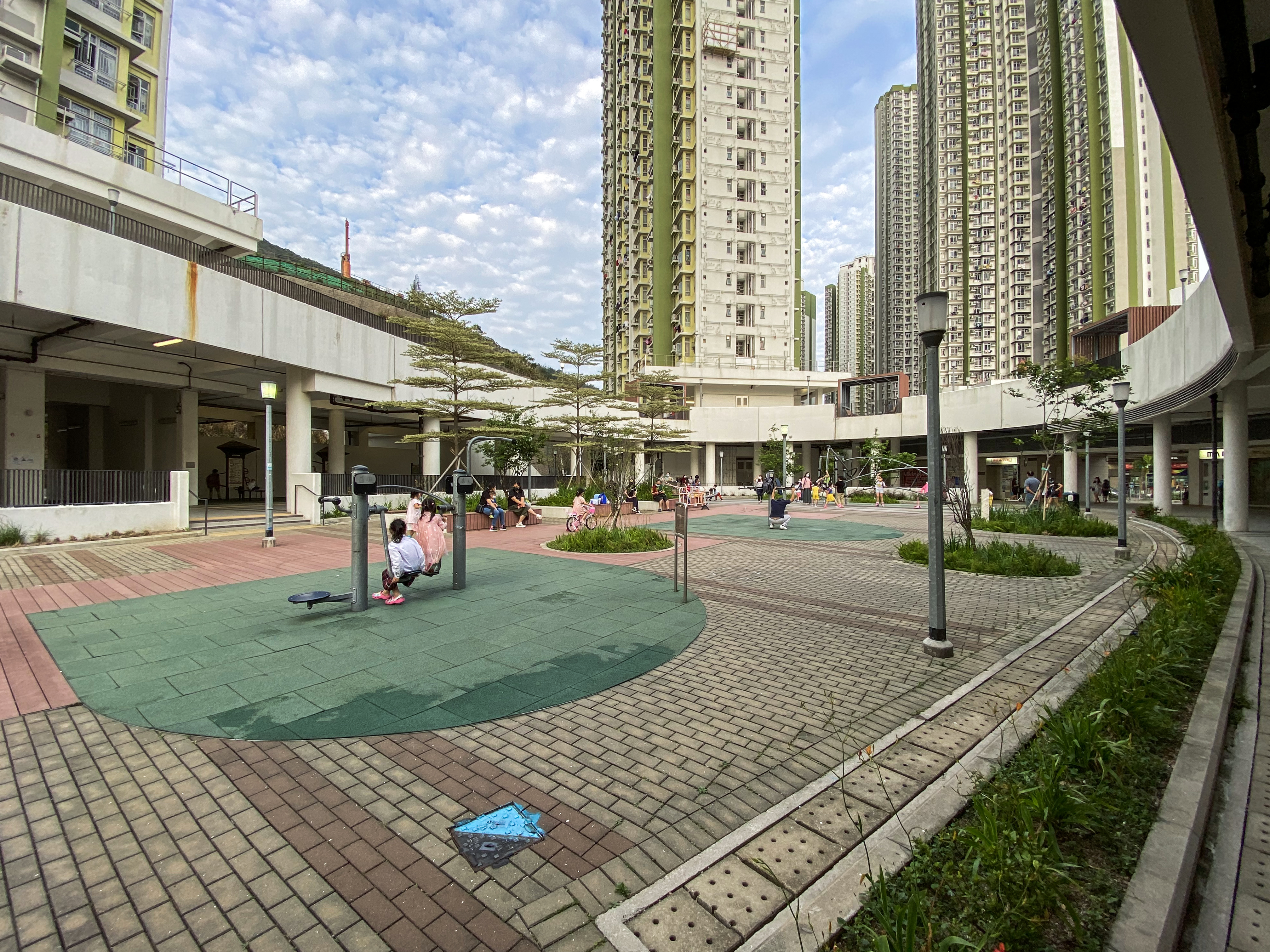
安達邨入口廣場設長者健身園地及兒童遊樂場（2021年4月）

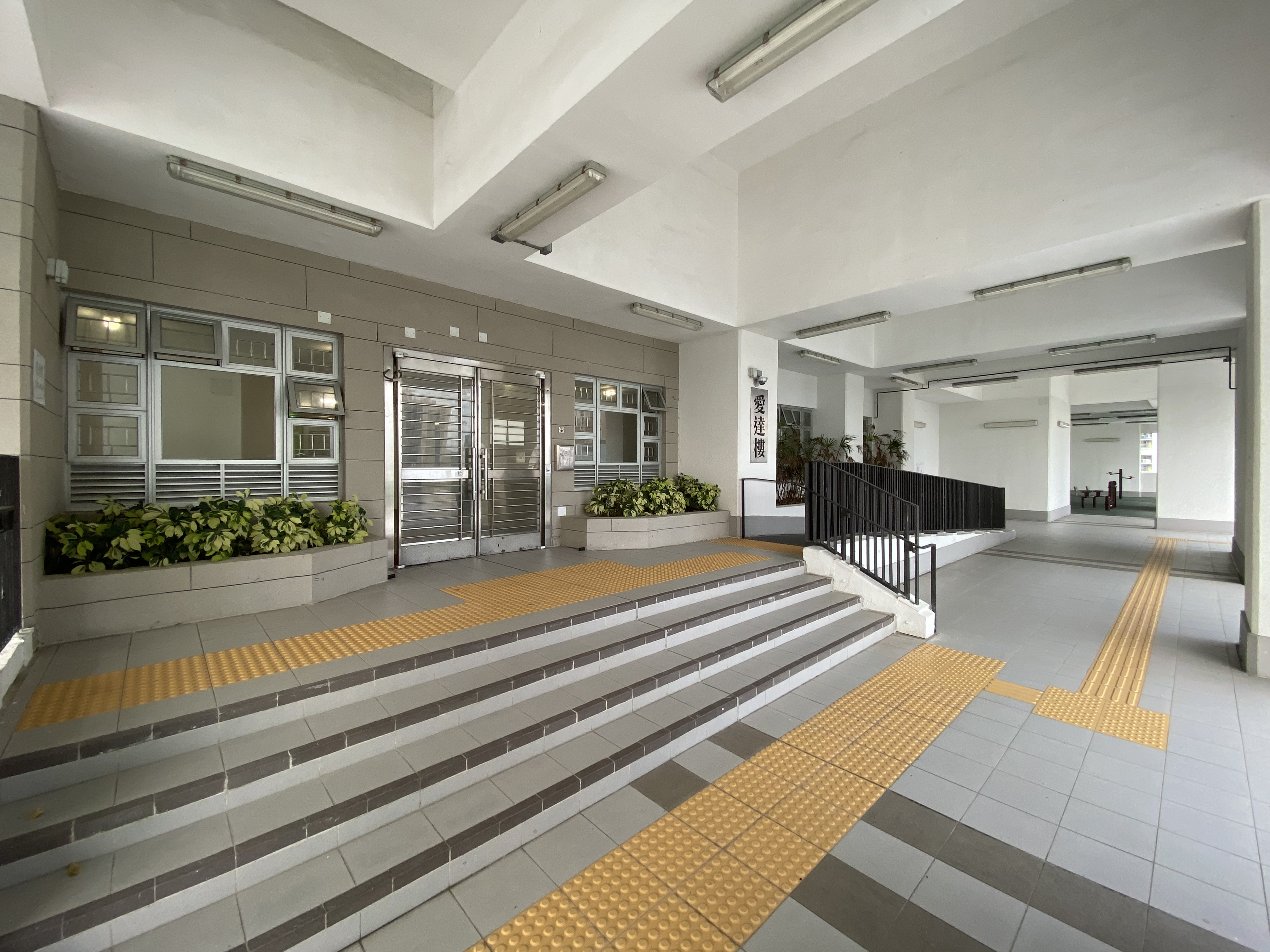
安達邨愛達樓入口

屋邨部份樓宇命名借鑒了「四維八德」及「真善美」等中國傳統價值觀，有採用的名字如下：
- 「四維八德」：仁、愛、禮、智、孝
- 「真善美」：善

順帶一提，採用此命名形式的其他屋邨有李鄭屋邨及尚德邨。

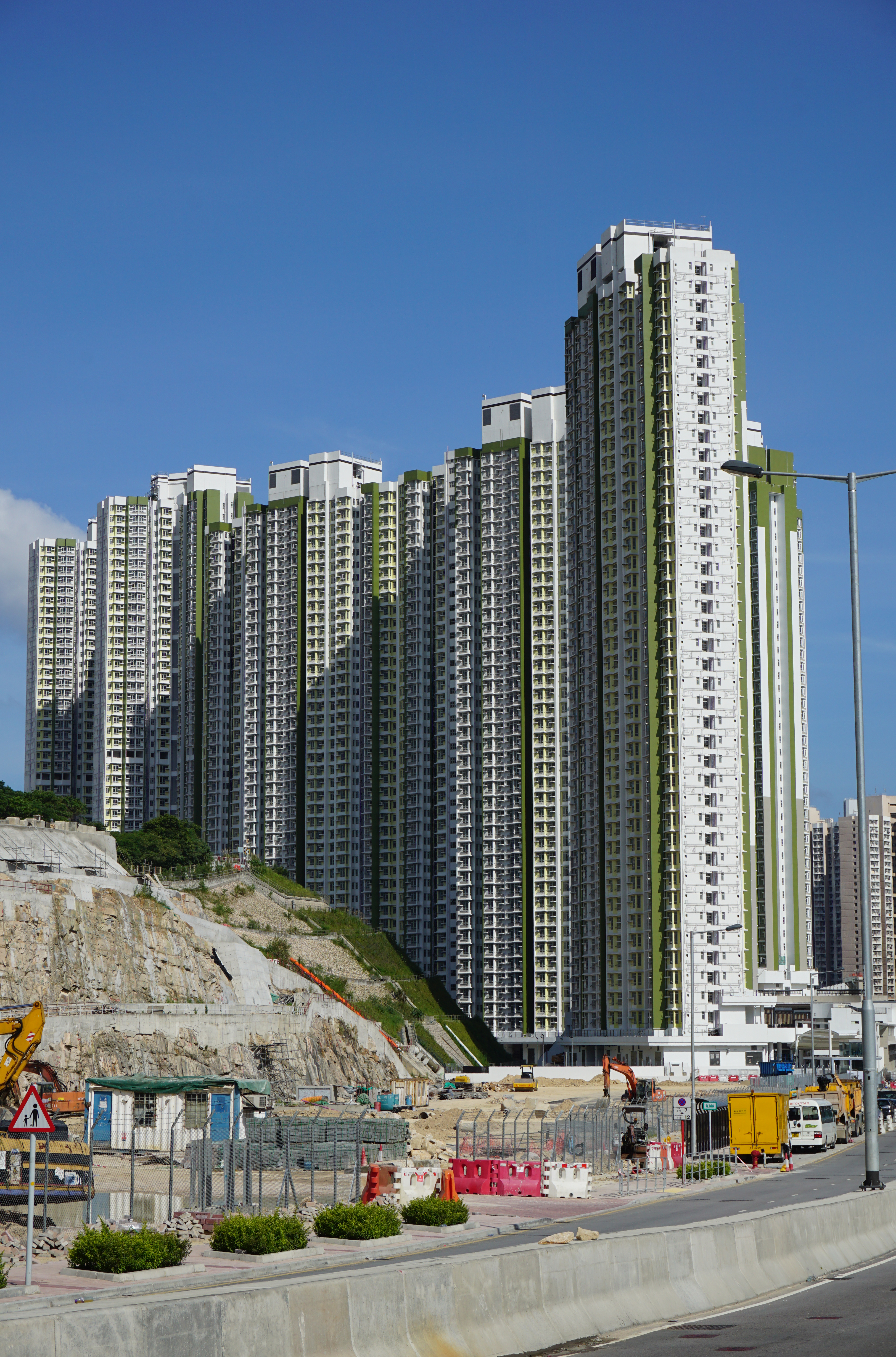
安達邨北面
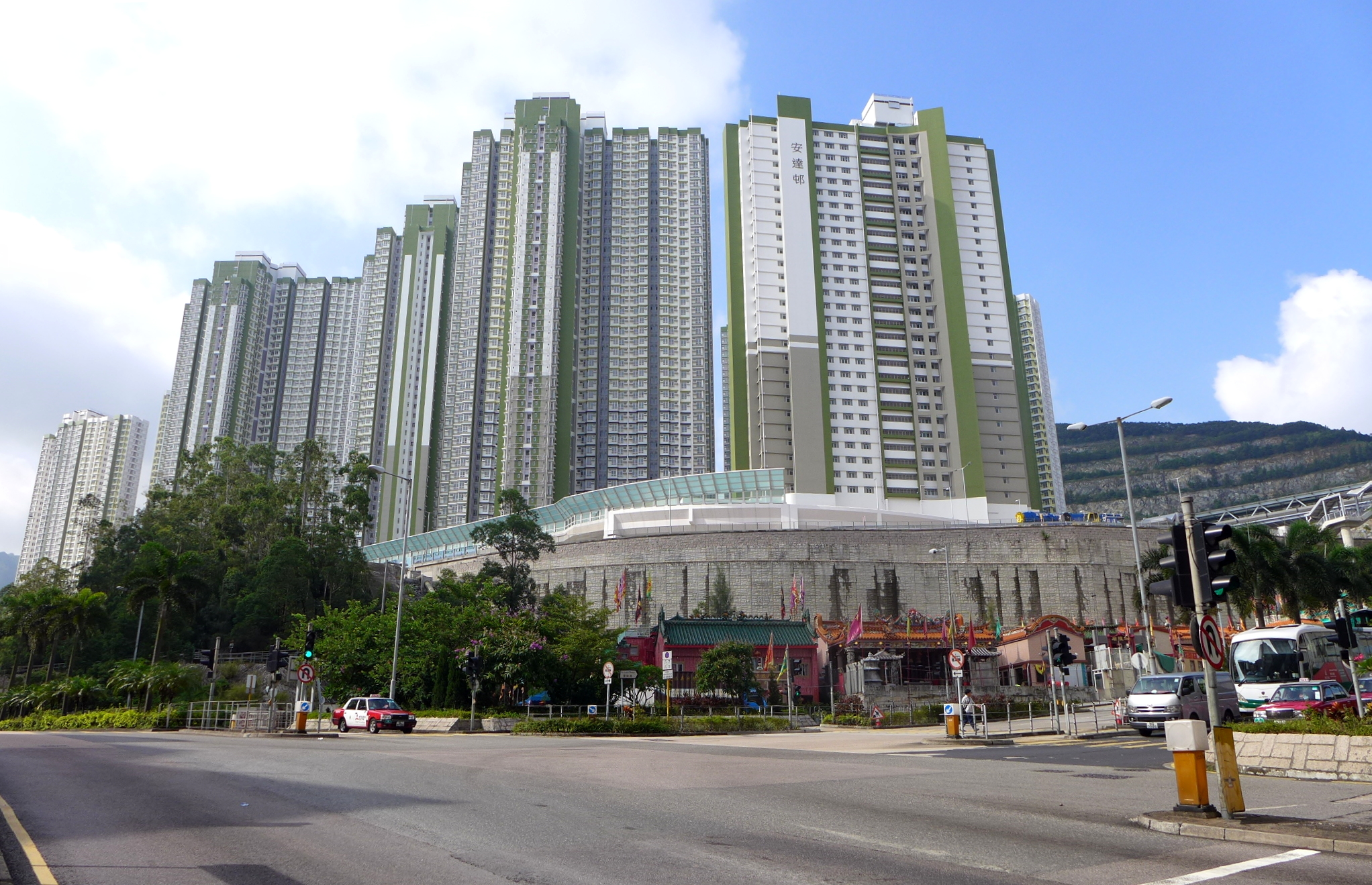
安達邨南面（2016年8月）
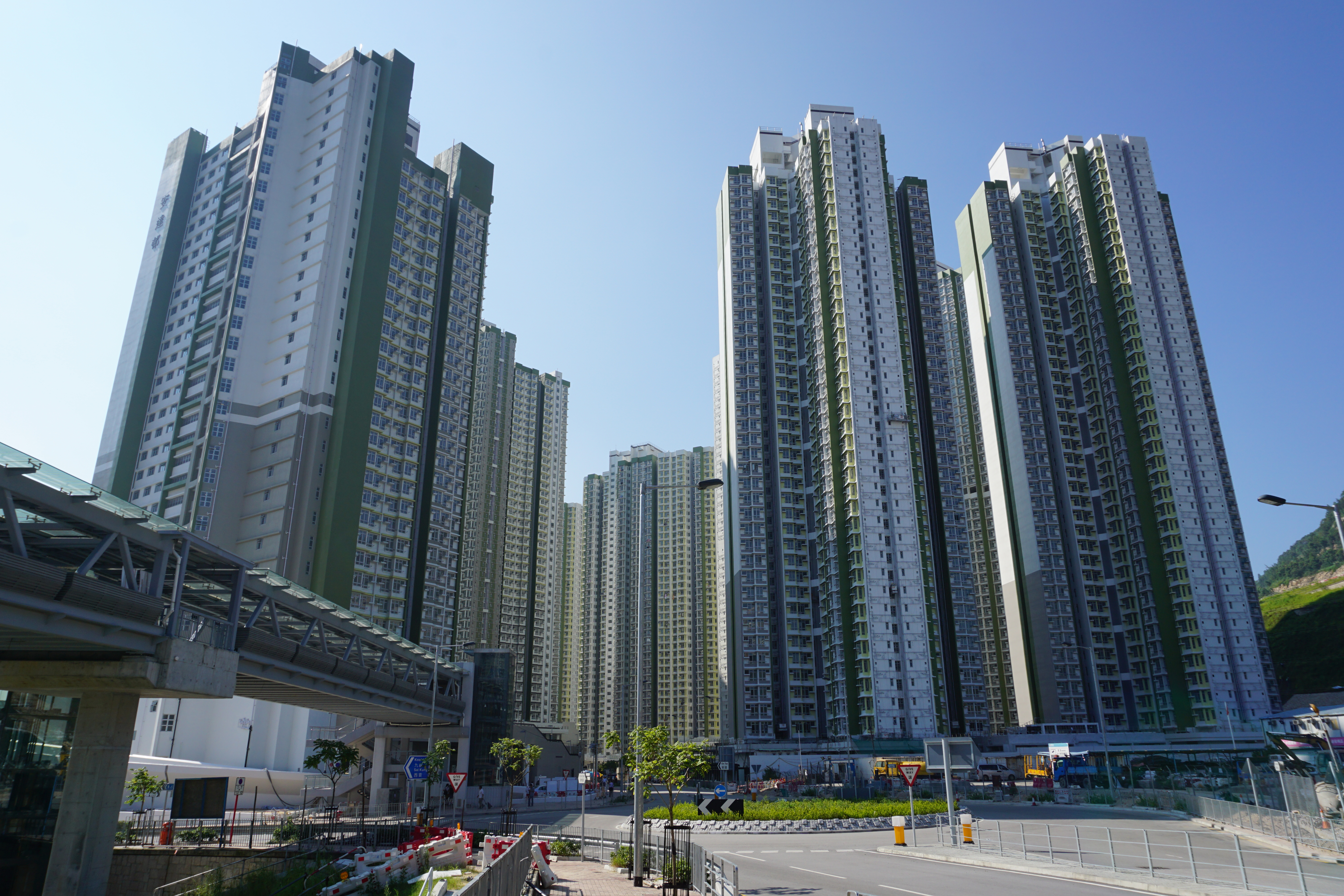
安達邨採用高密度設計
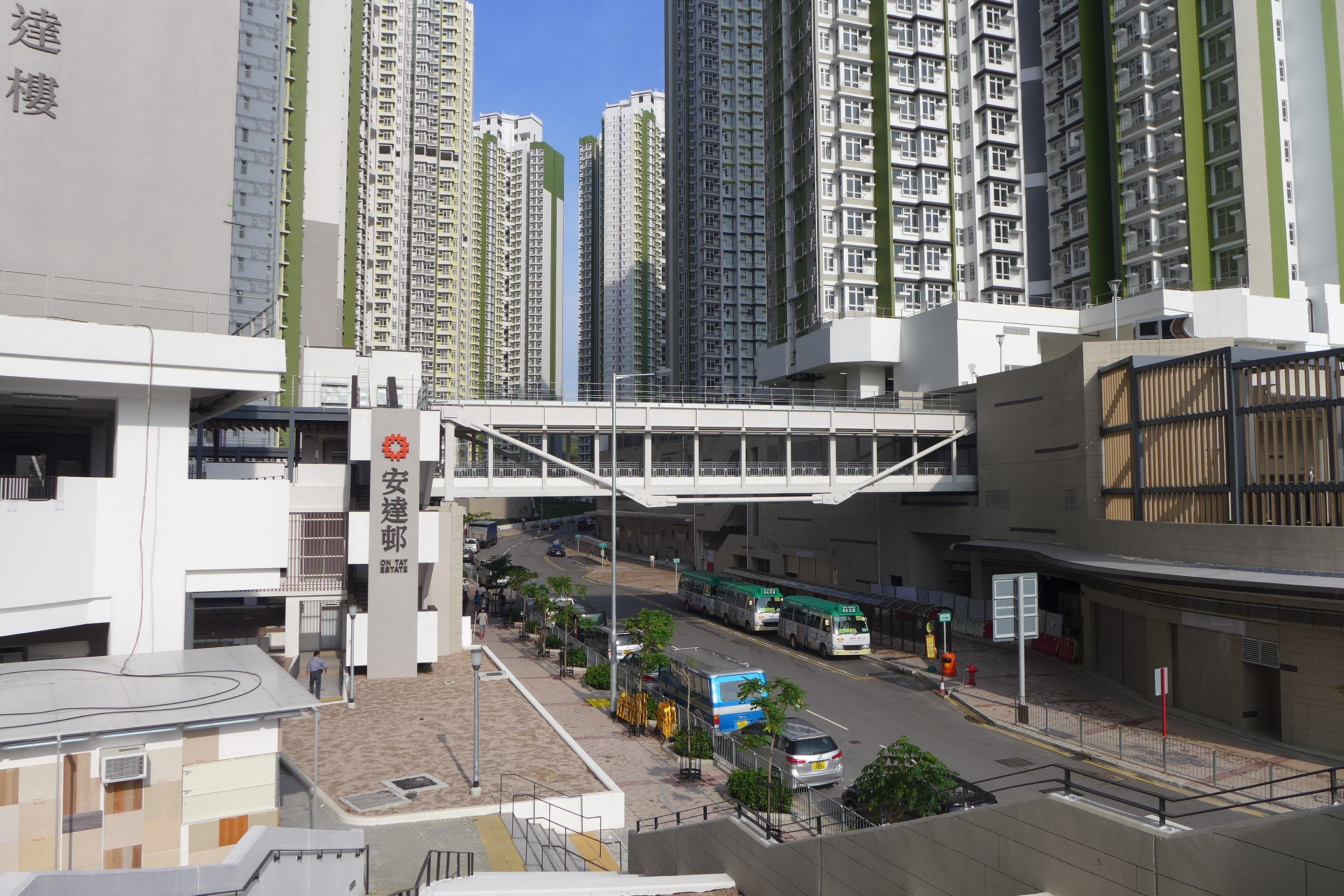
連接安達邨第一及第三期行人天橋（2016年8月）

## 屋邨設施

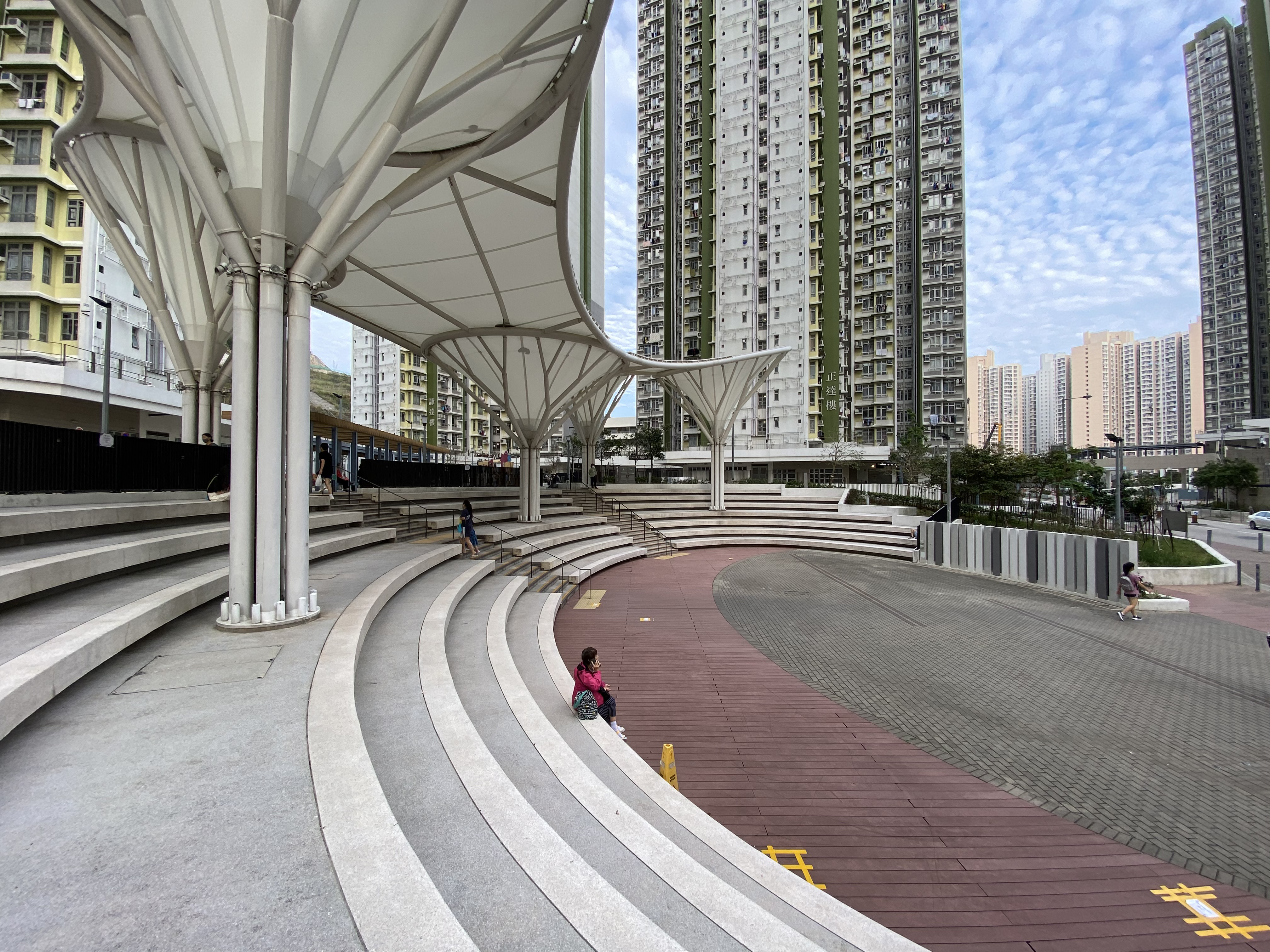
第二期劇場

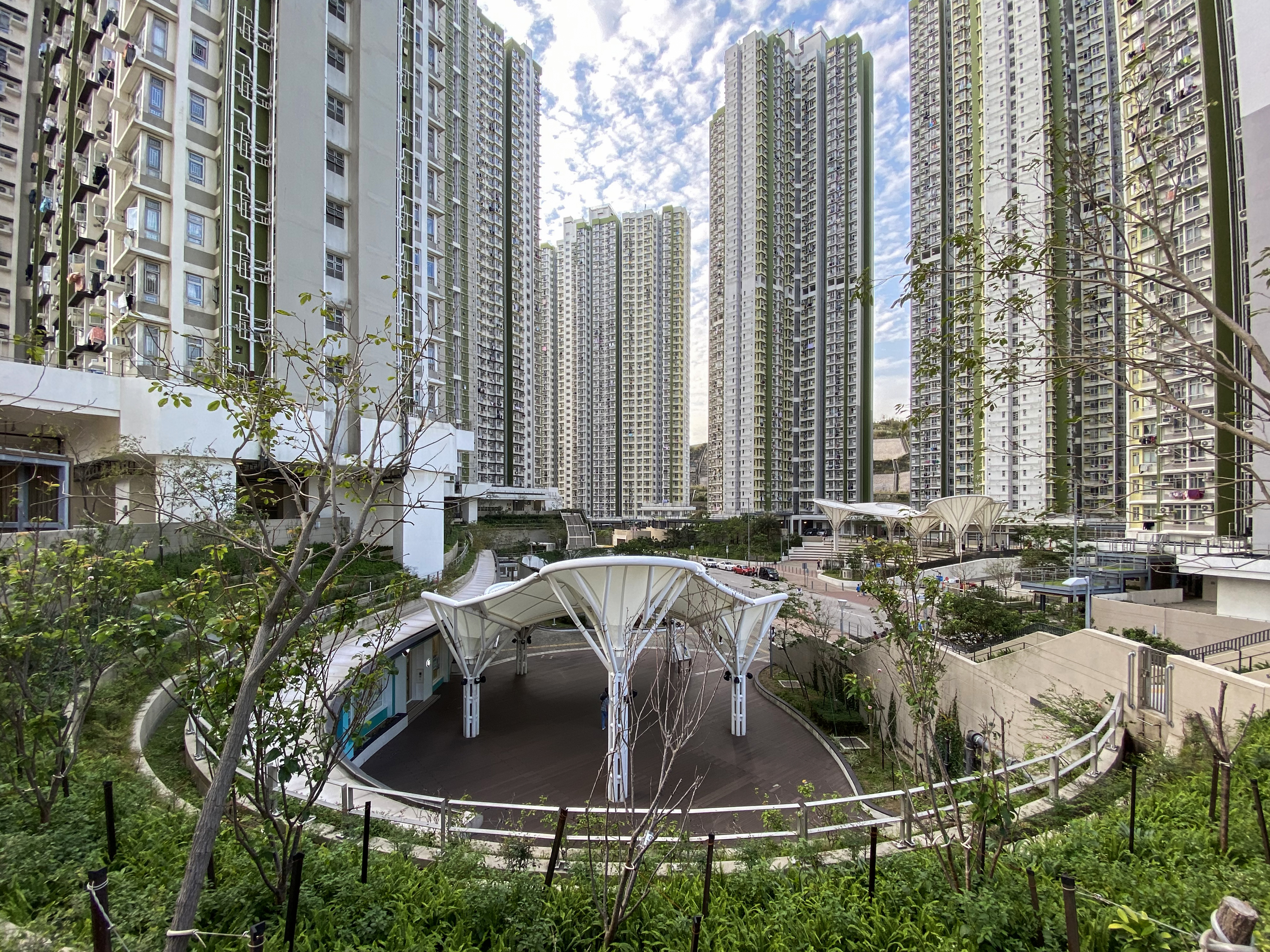
第三期內園

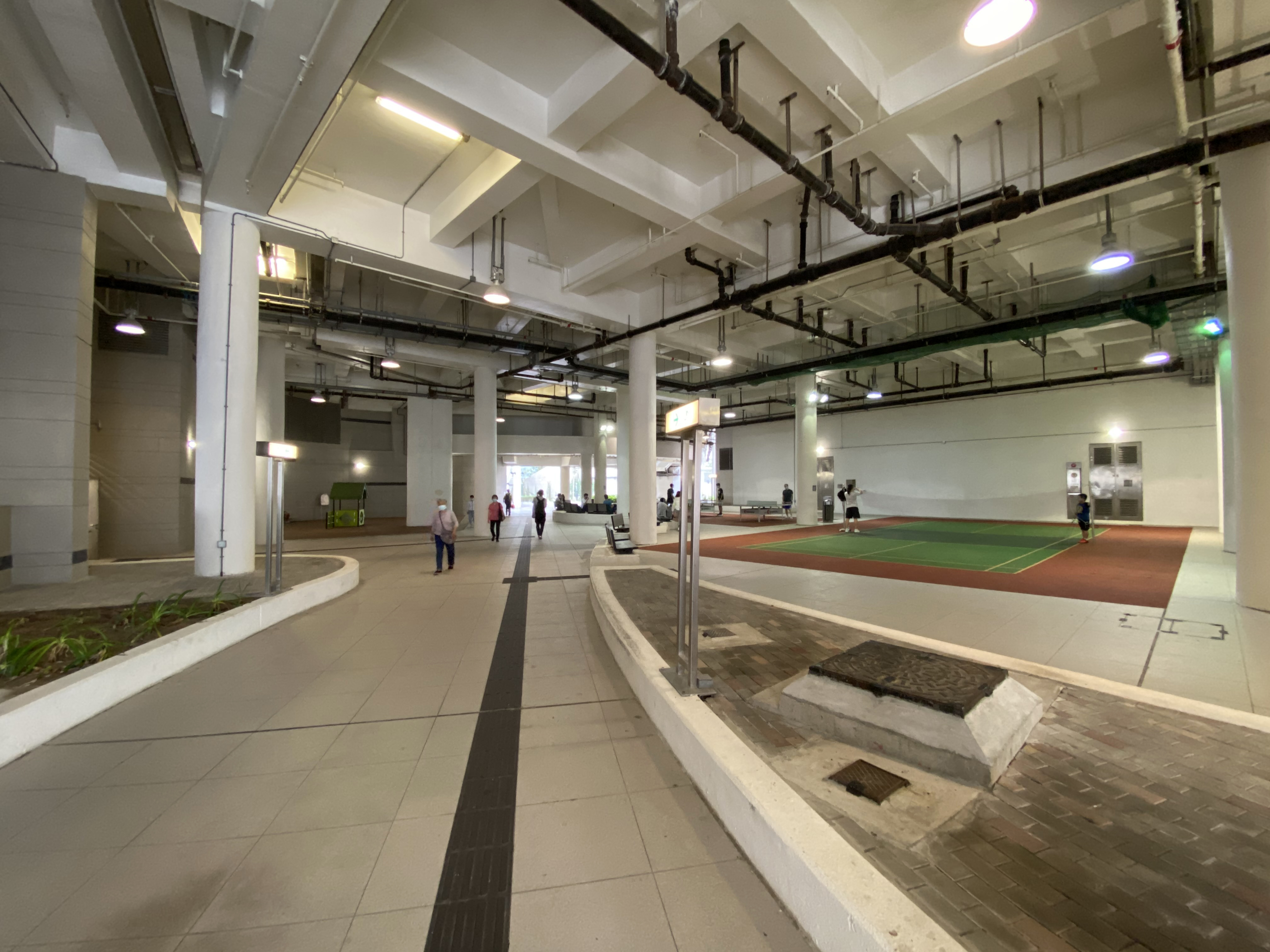
第三期的室內空間設羽毛球場、乒乓球場和兒童遊樂區

邨內設有安達商場、餐館、超級市場、屋邨物業服務辦事處及停車場。還提供休憩用地及康樂設施，包括兒童遊樂區、籃球場、羽毛球場、乒乓球場、小農莊、學習區、長者健身園地及兒童遊樂場。社福設施包括幼稚園、綜合青少年服務中心、長者鄰舍中心及好鄰舍之家等。同時設有蓋行人通道連接山下通往秀茂坪的天橋及升降機系統。

### 第一及二期

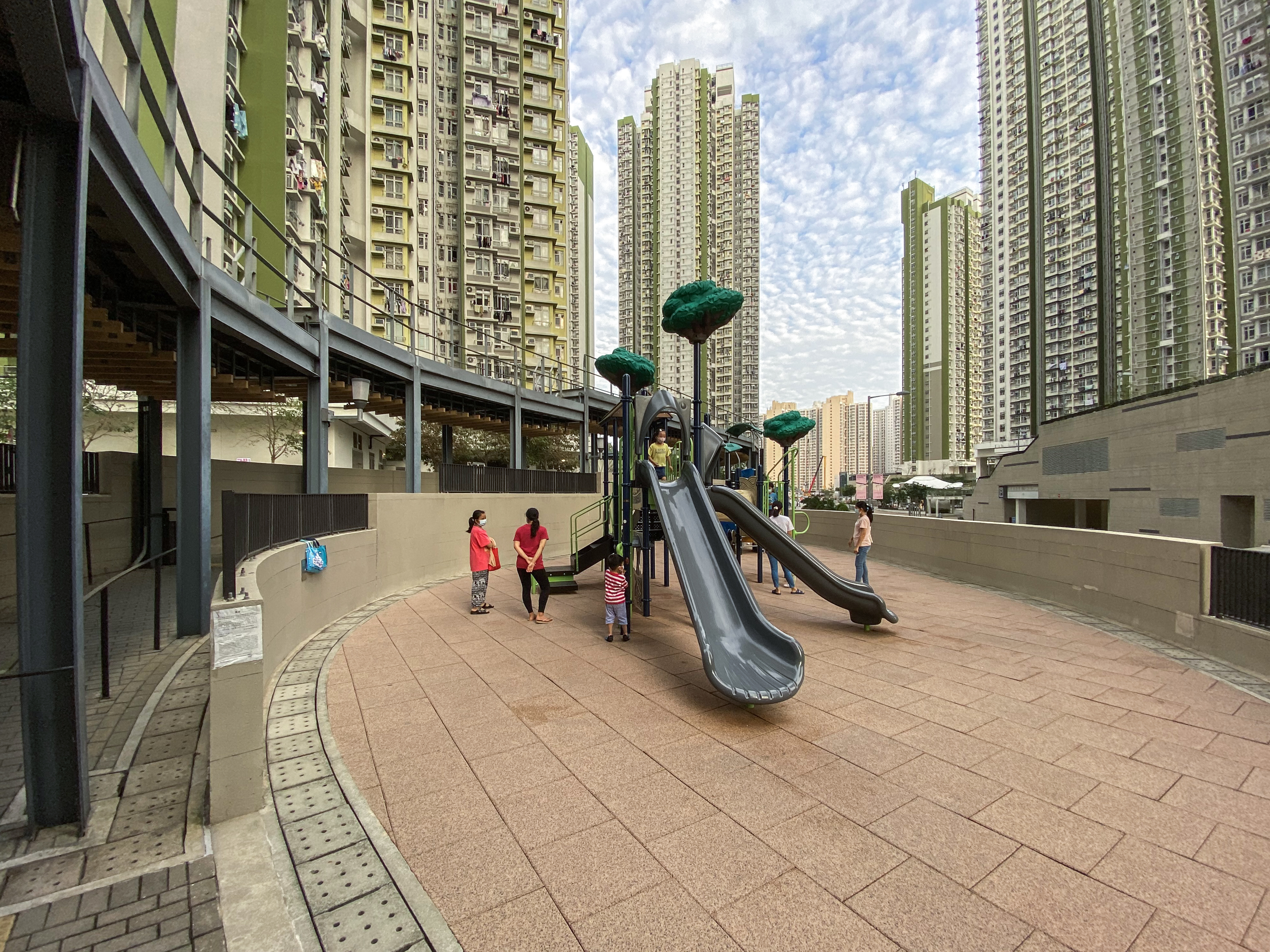
一期兒童遊樂場（2021年4月）
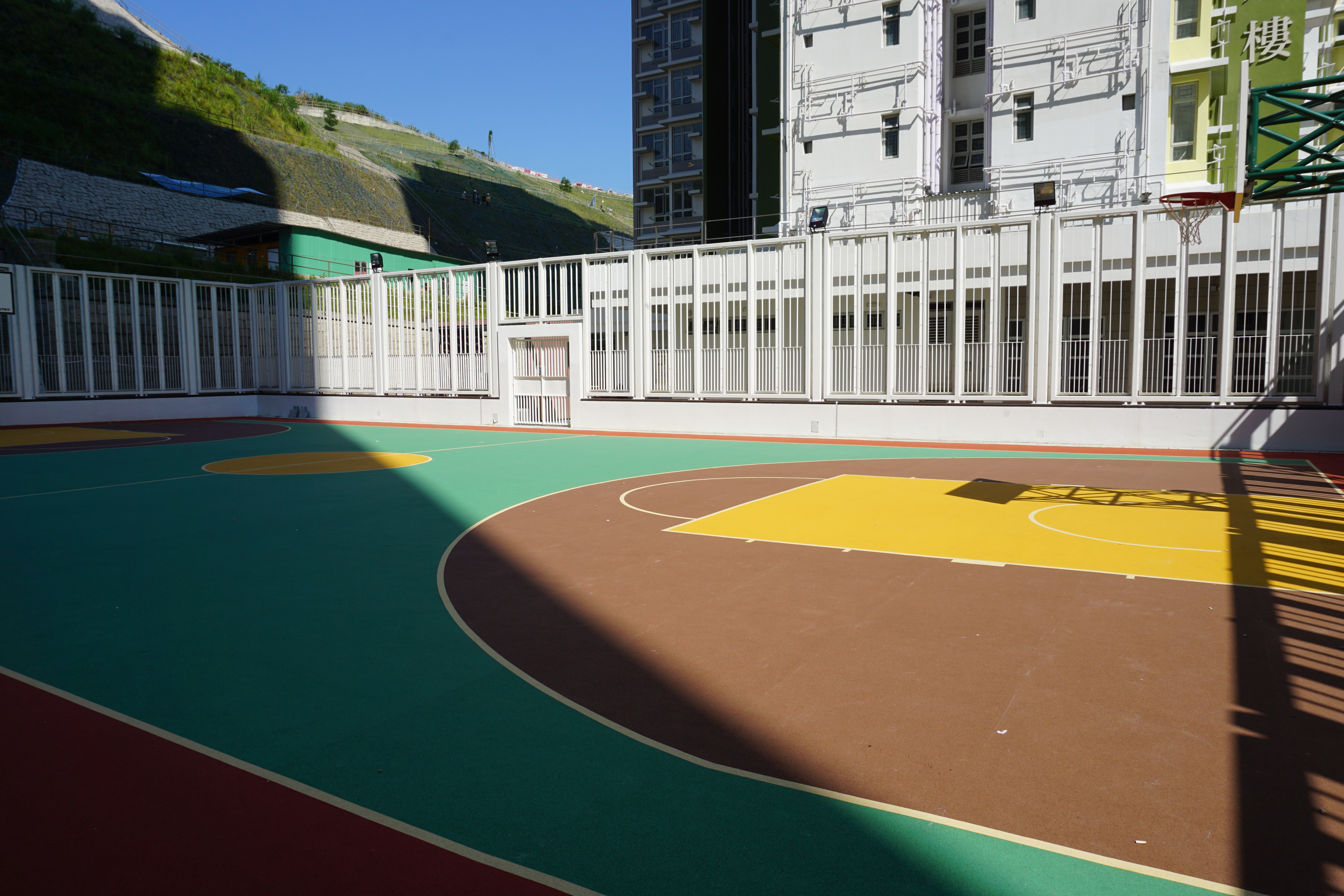
籃球場
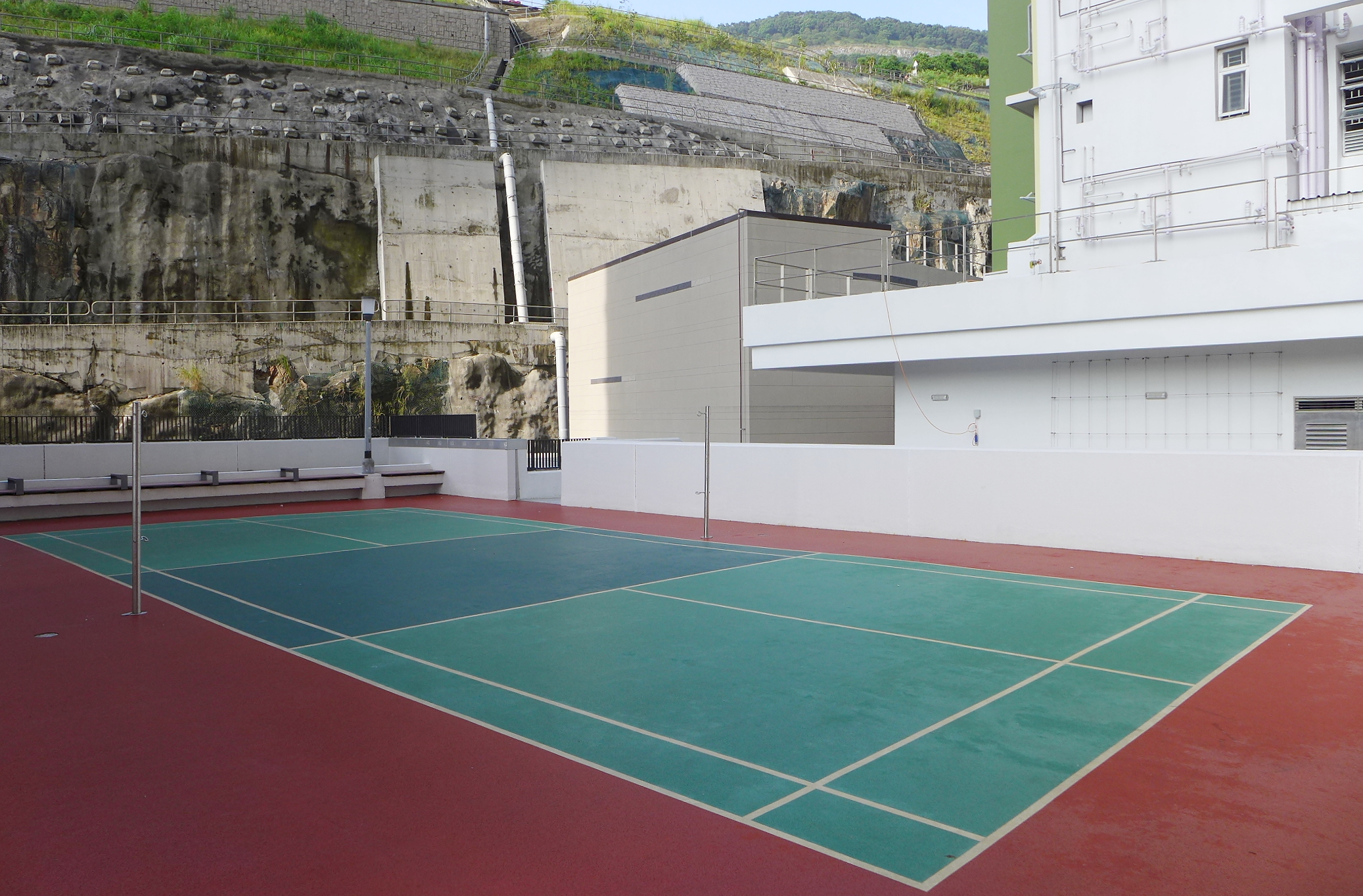
羽毛球場（2016年8月）
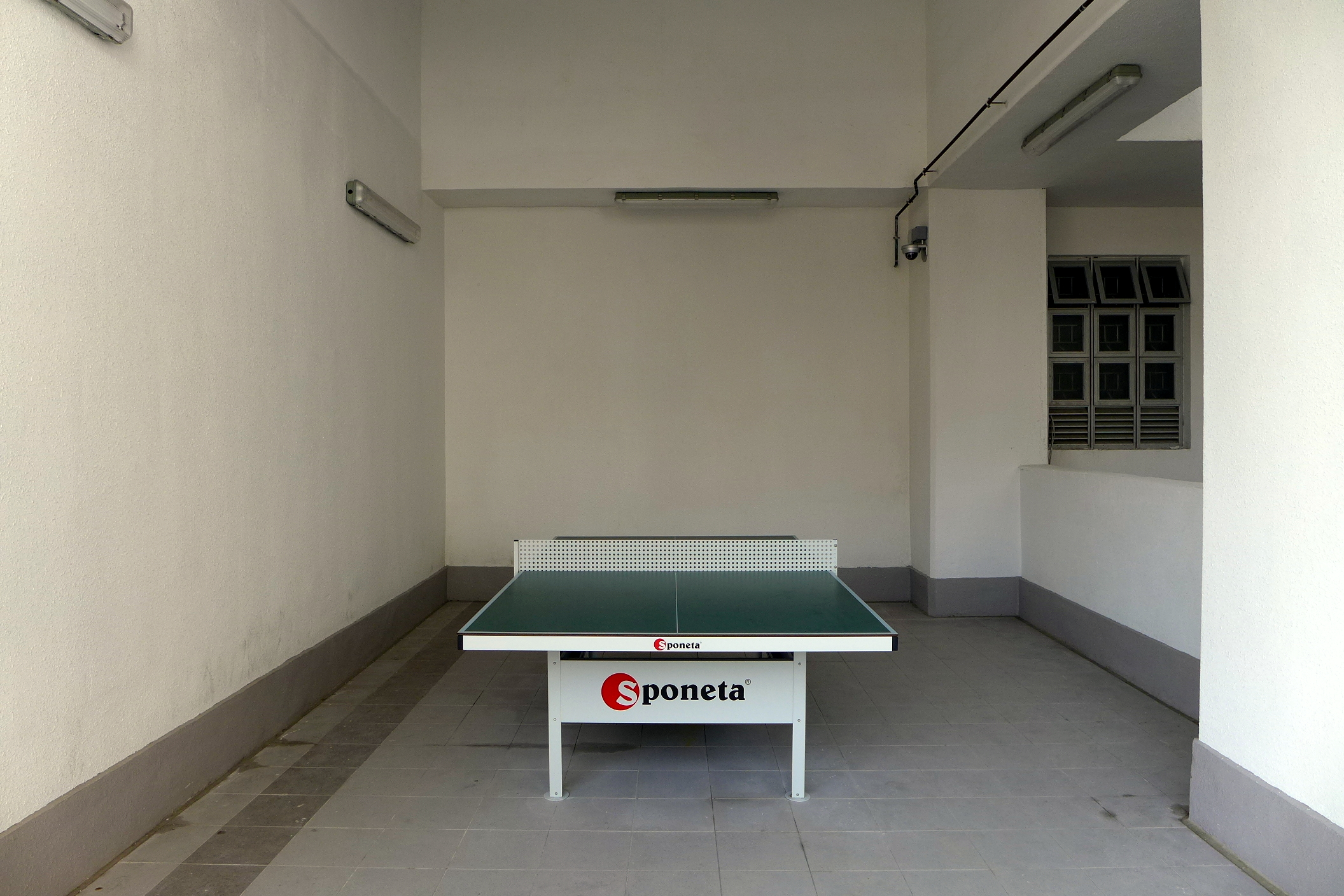
乒乓球場（2016年8月）
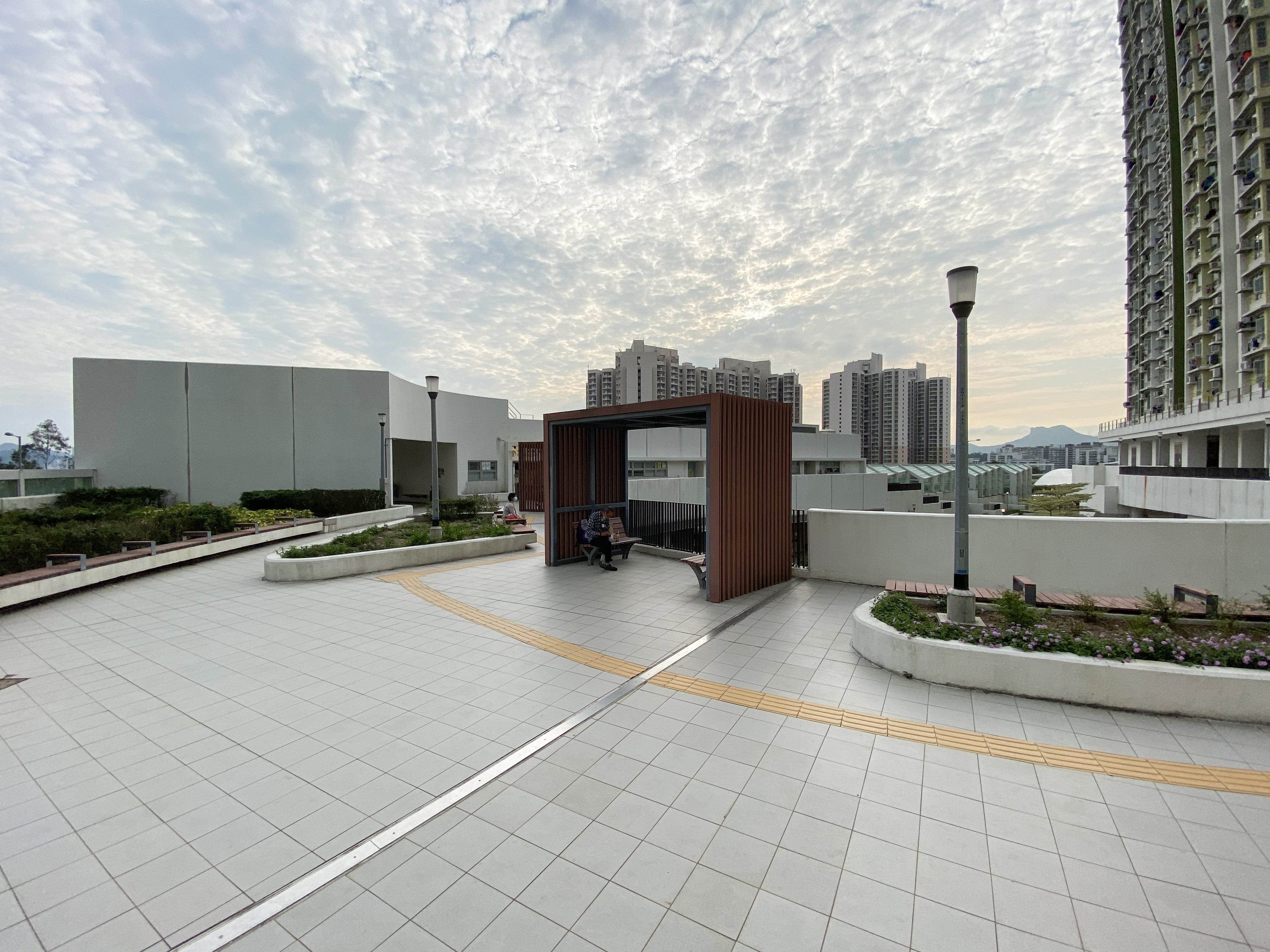
平台花園（2021年4月）
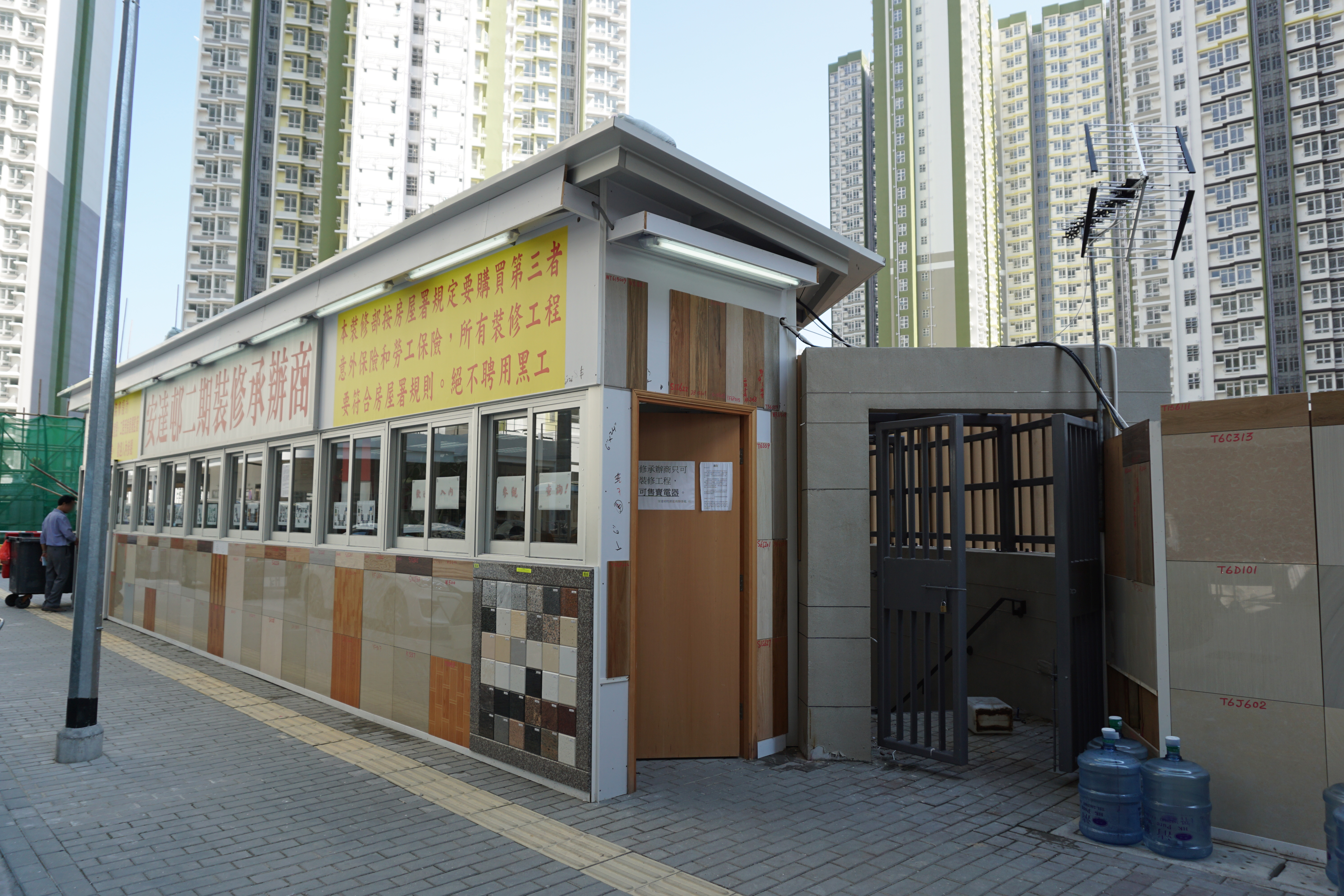
二期裝修承辦商臨時辦事處

### 第三期

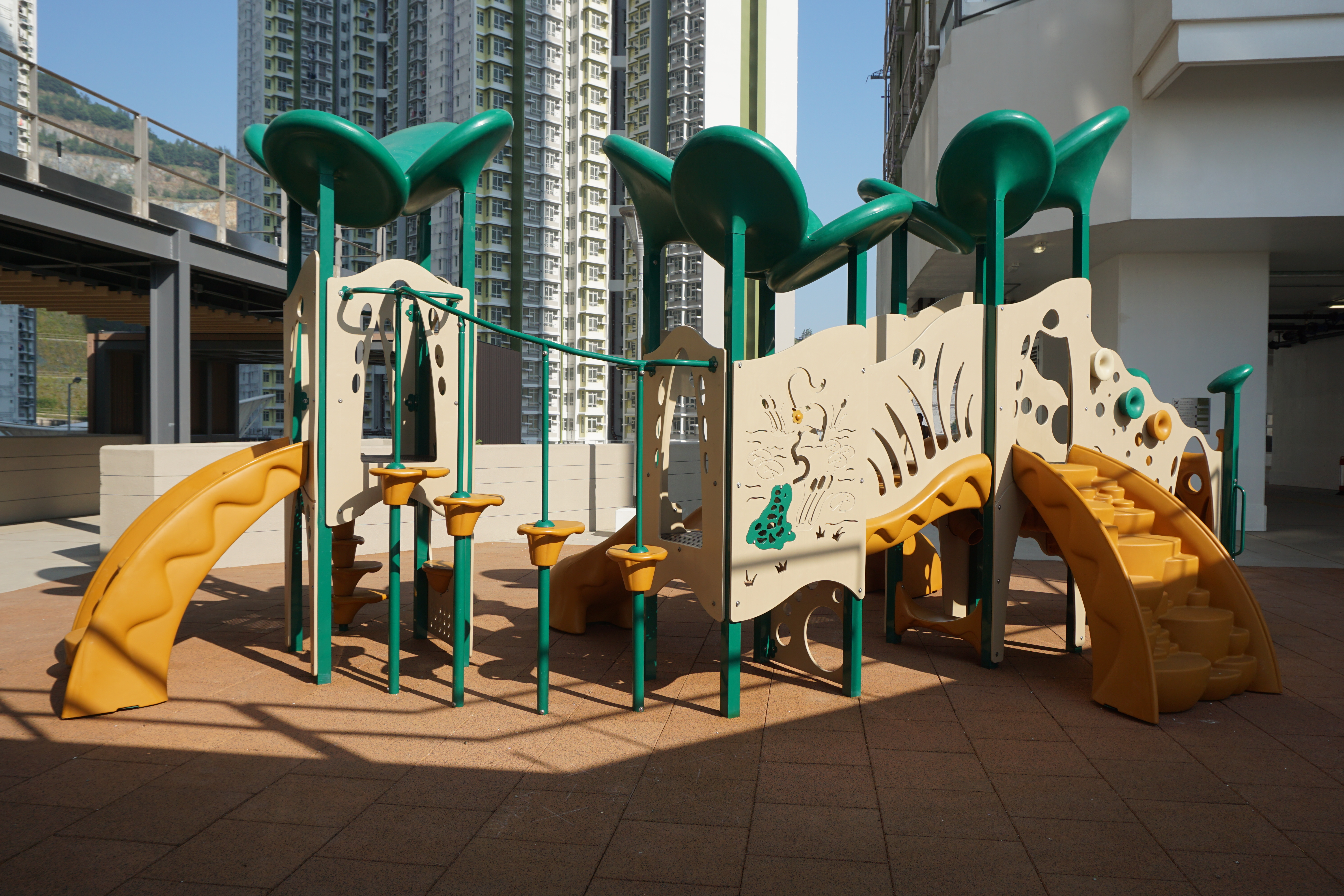
兒童遊樂場
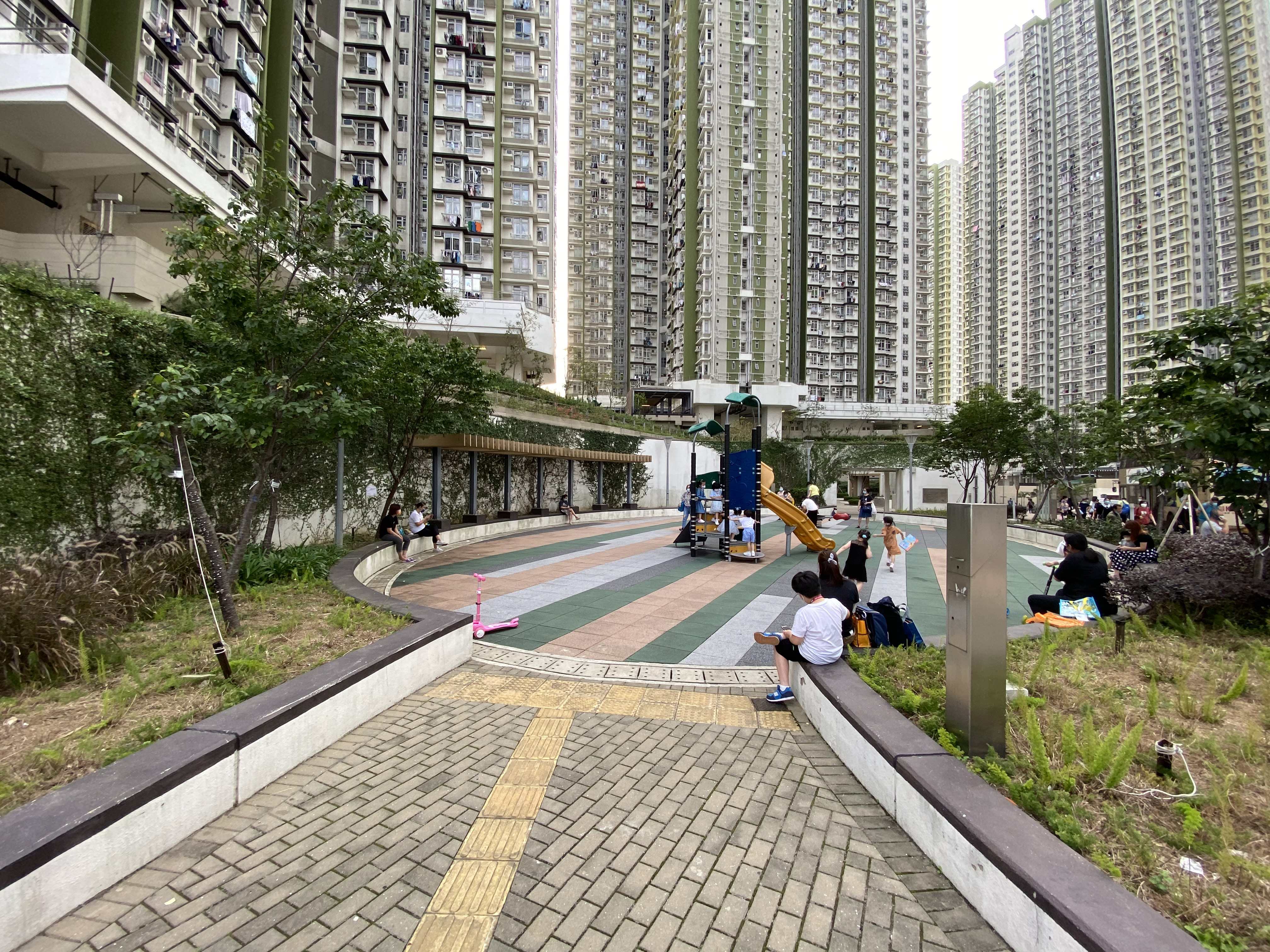
安翠街對出的兒童遊樂場
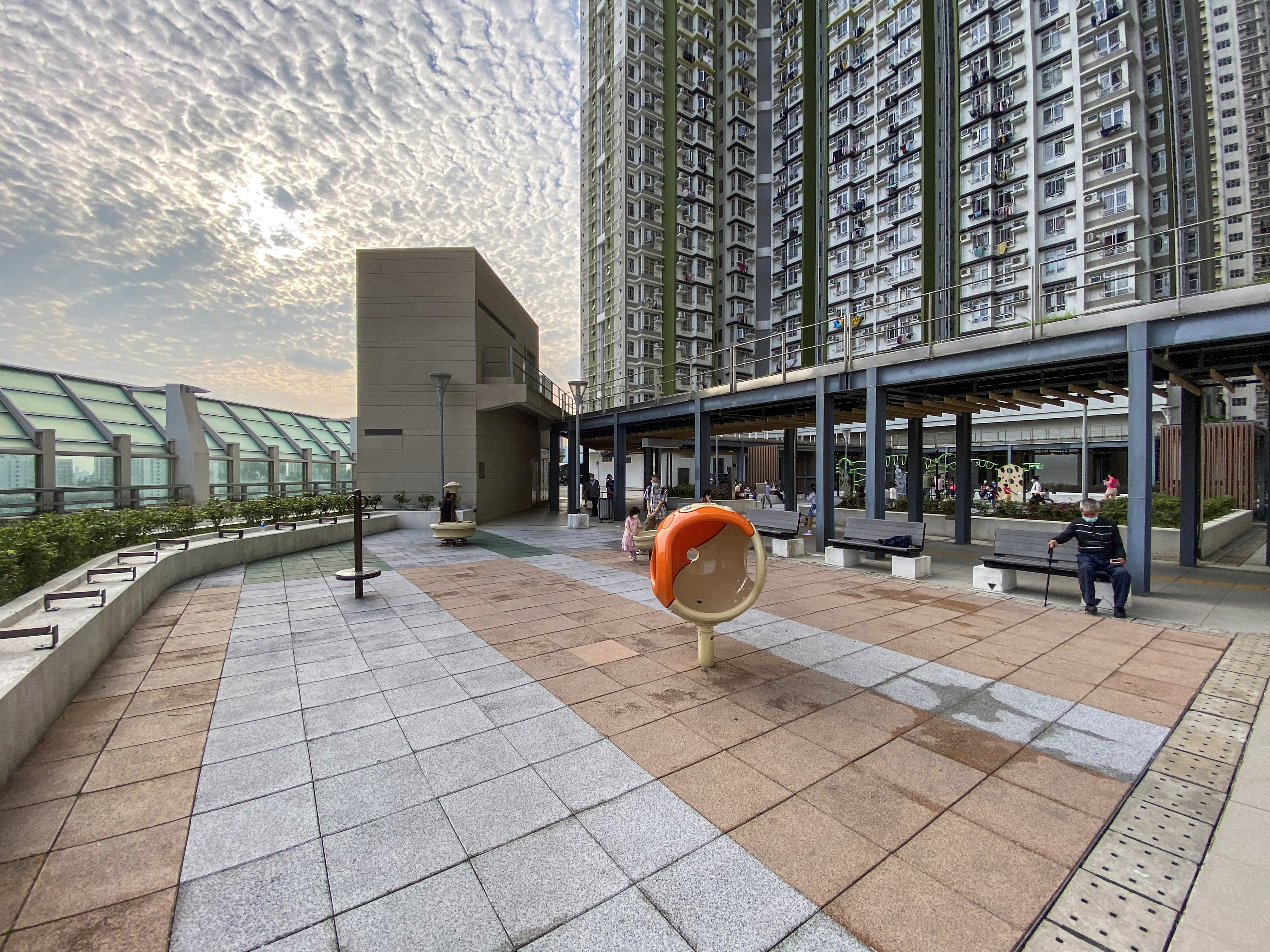
位於平台的兒童遊樂場
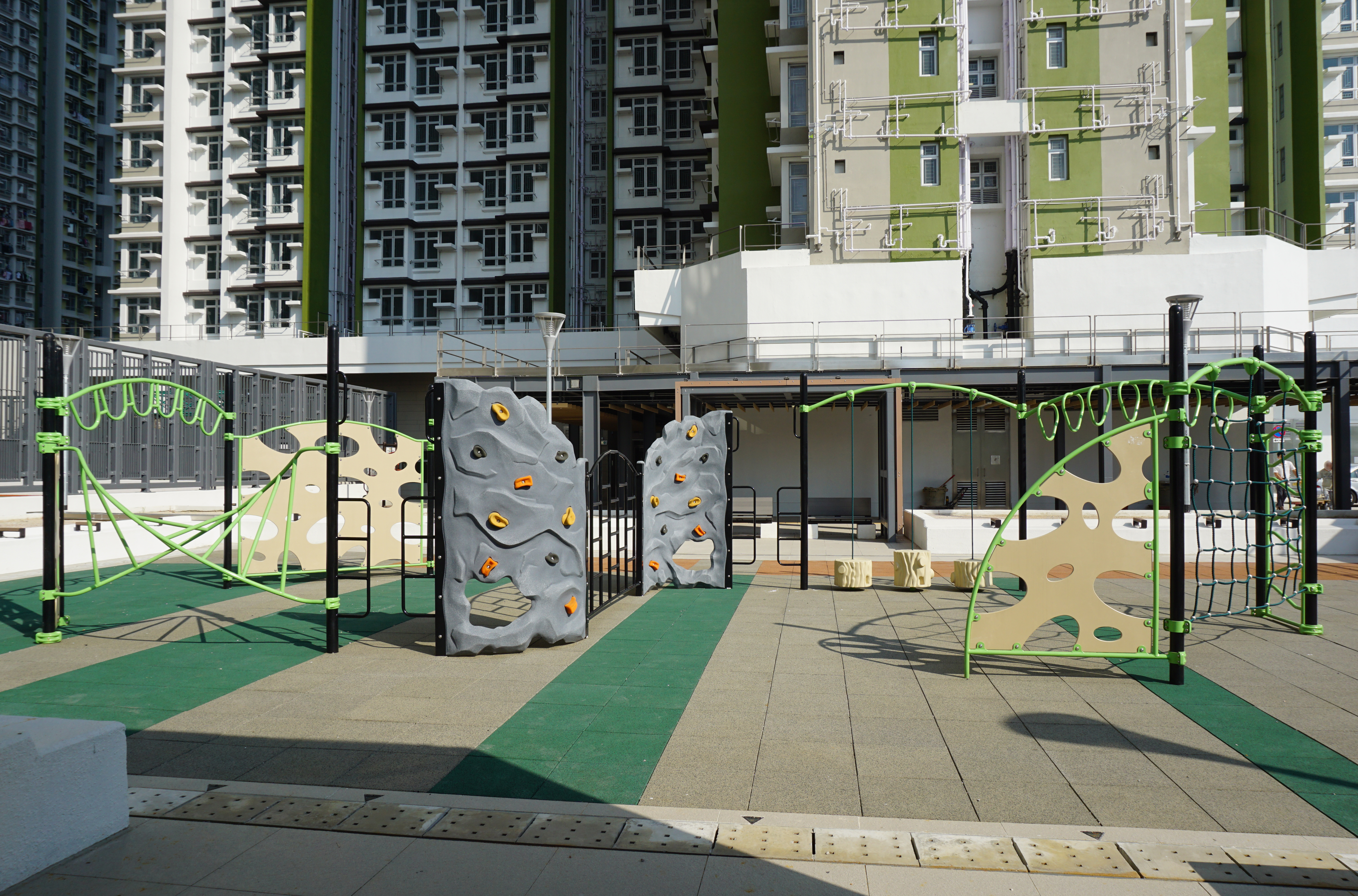
位於平台的兒童遊樂場（1）
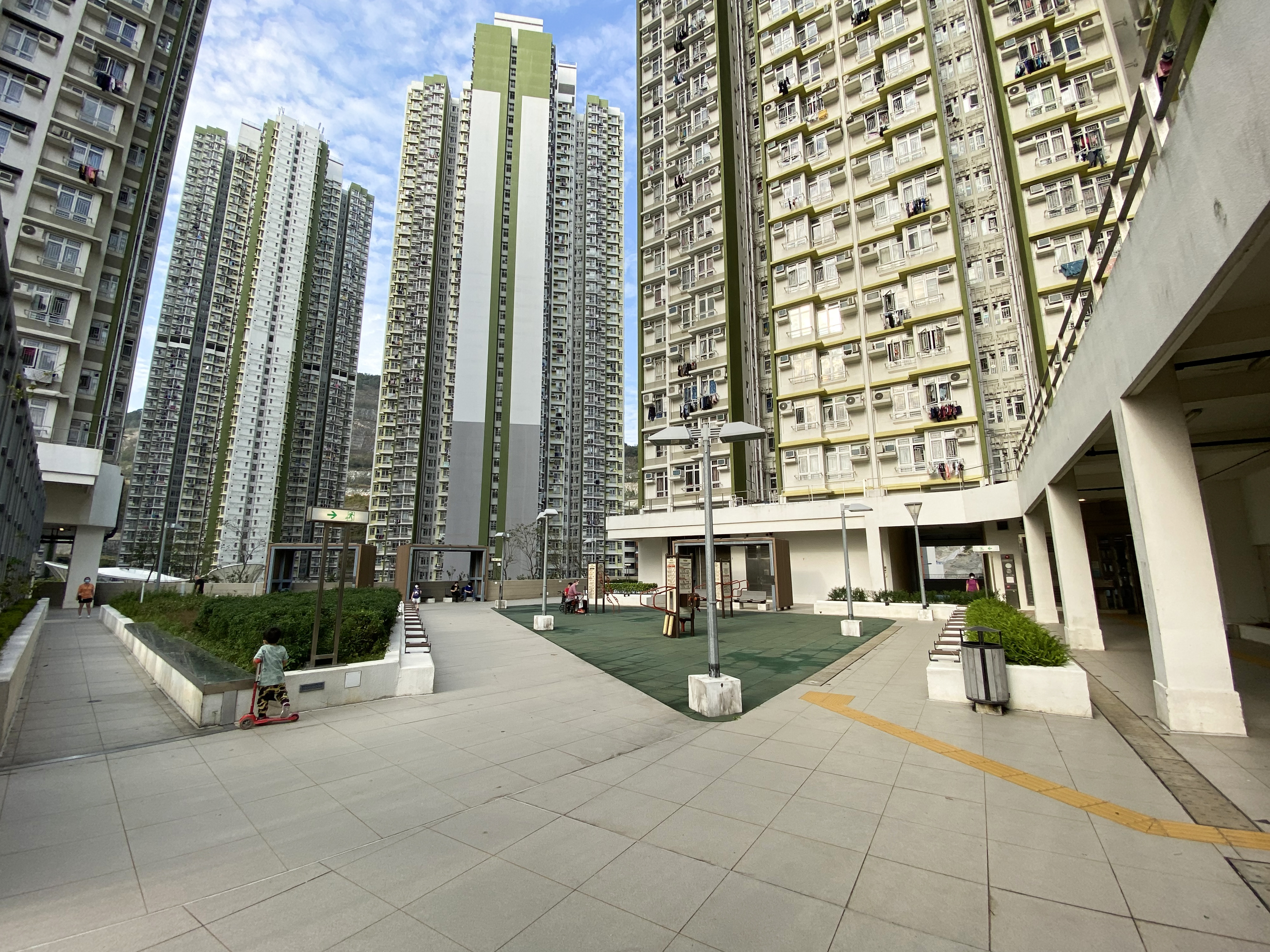
健體區
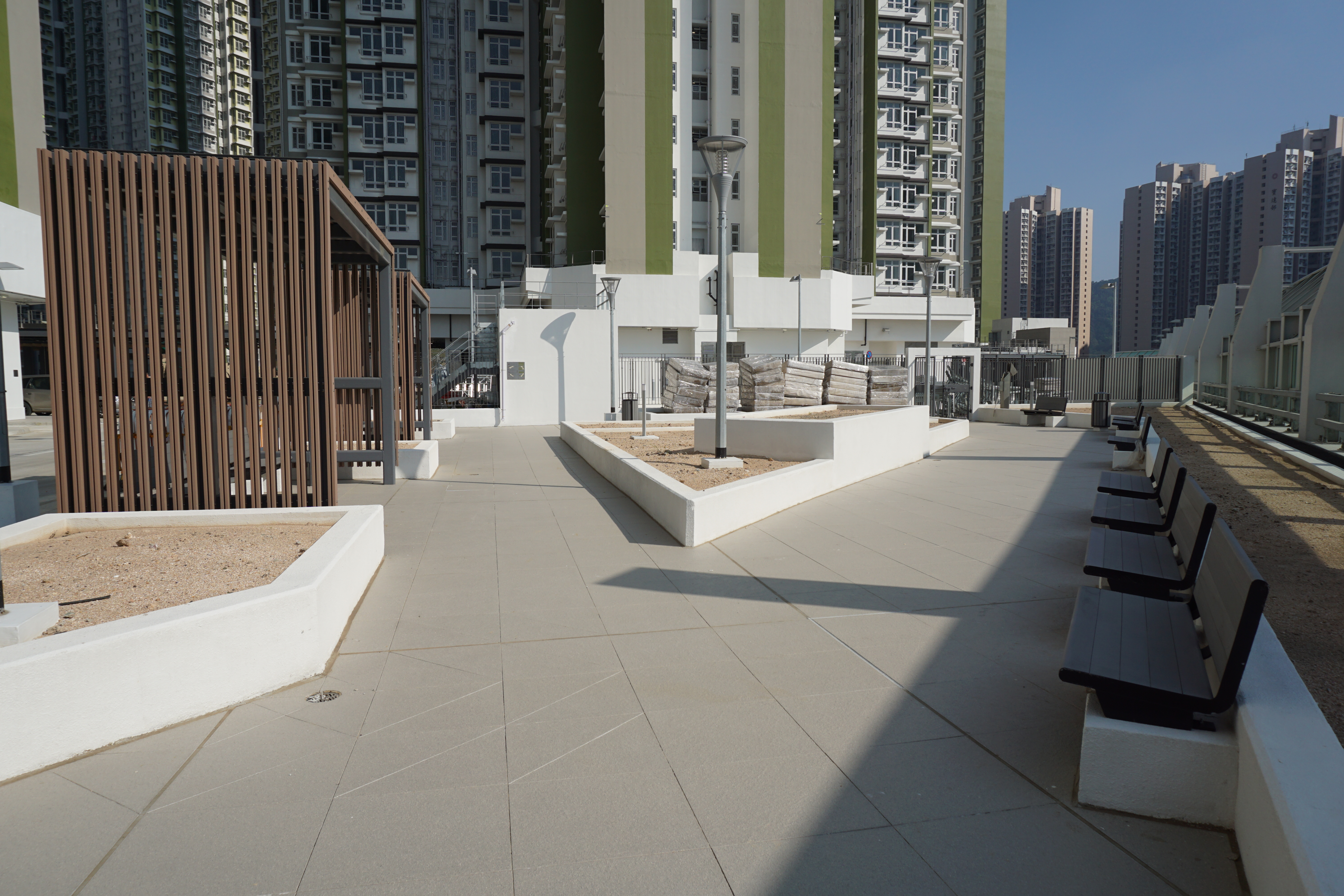
閒坐區
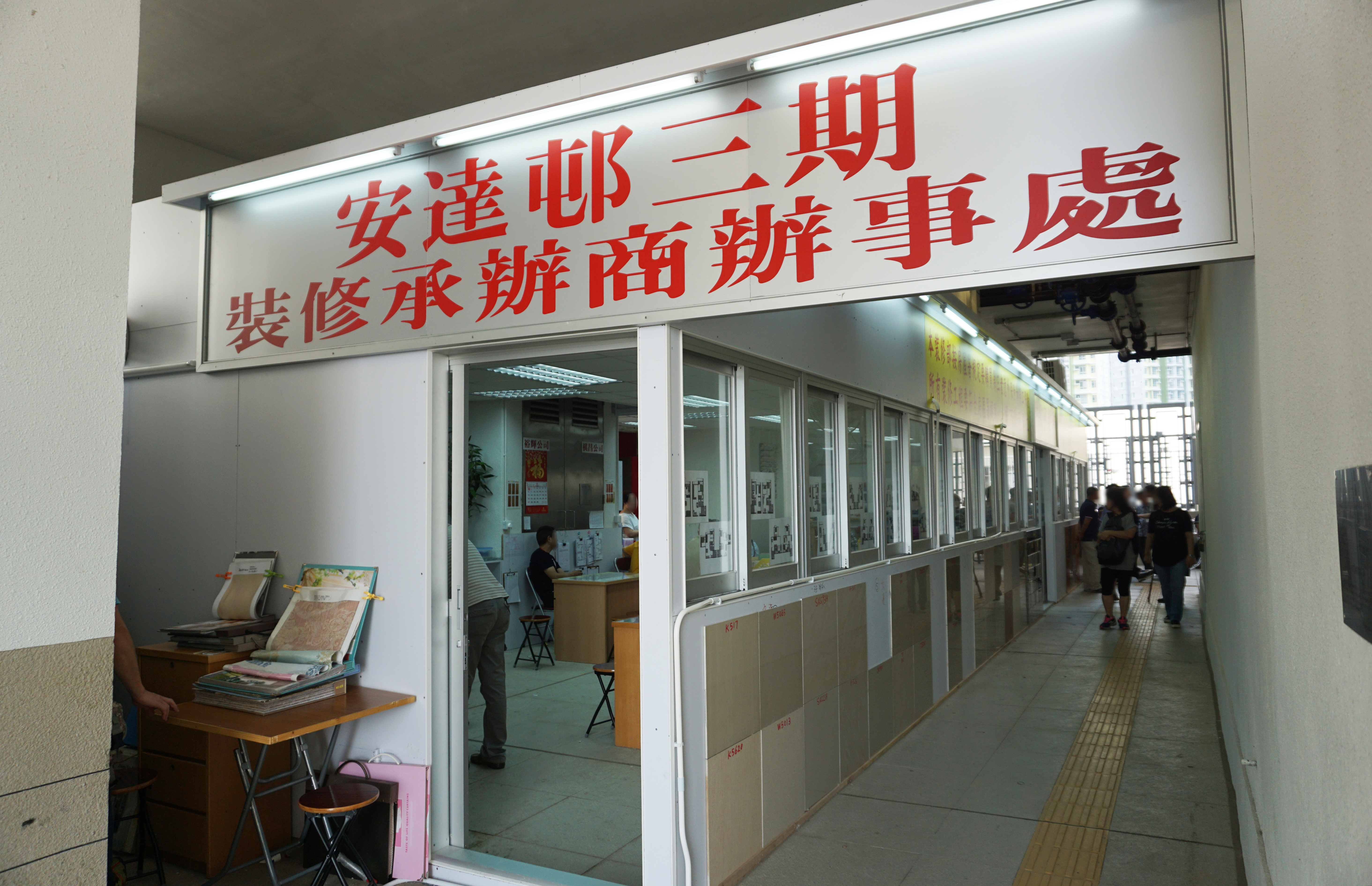
三期裝修承辦商臨時辦事處

### 購物商場

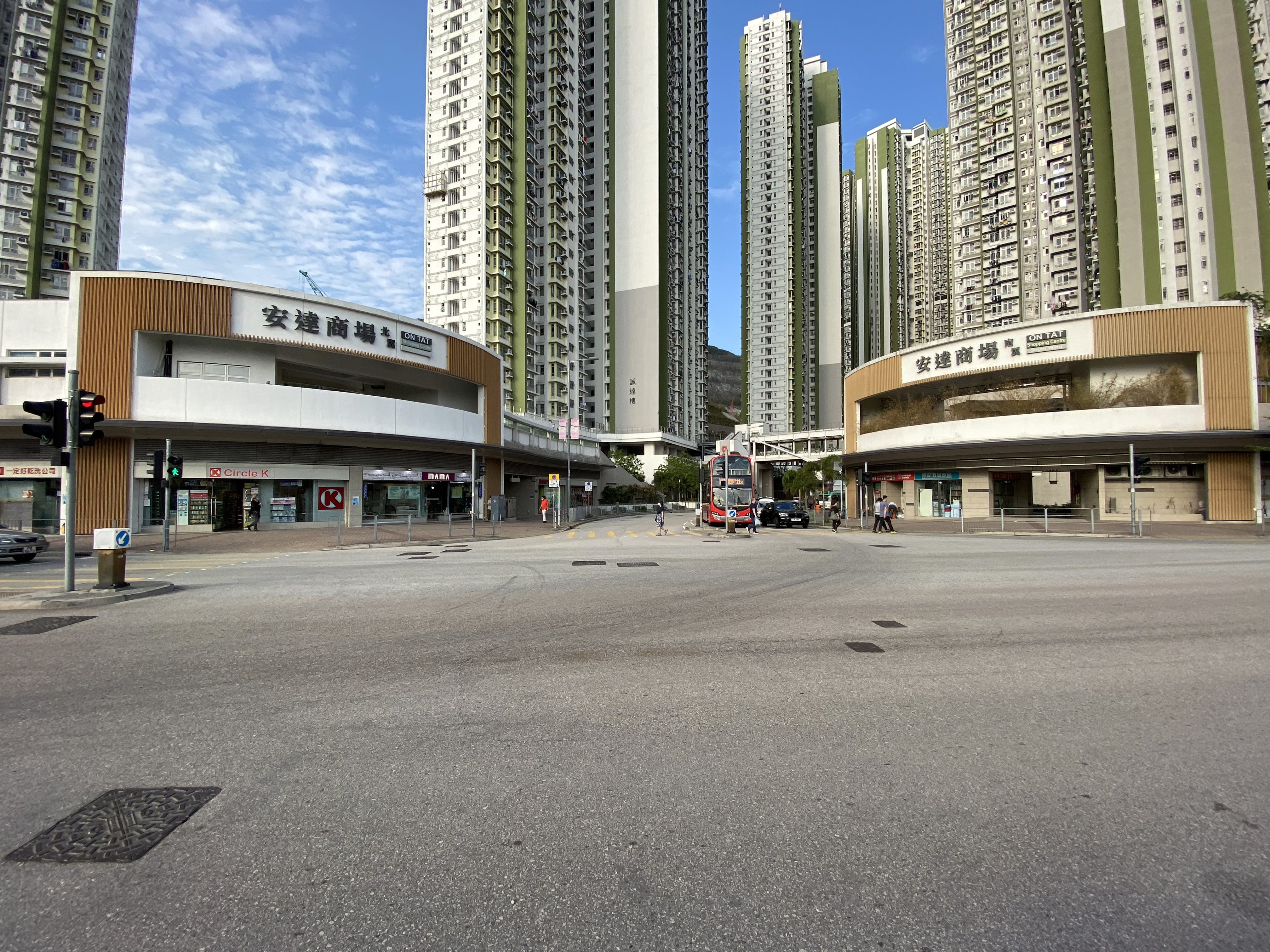
安達商場外貌

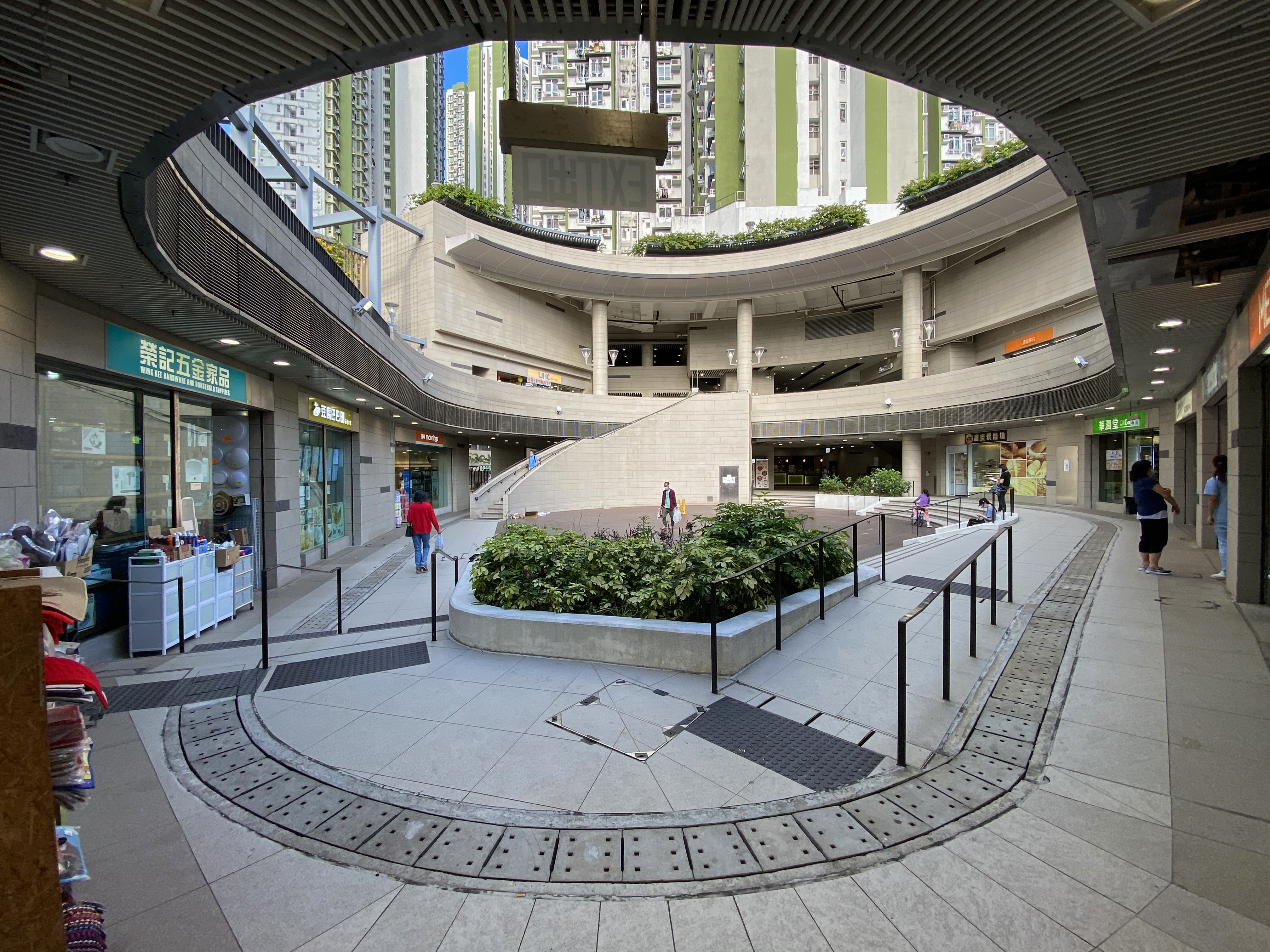
安達商場南翼庭院

安達商場樓高兩層，提供40間商舖，總商用面積為4,500平方米；部份商舖為街舖，其分布形式更參考柏麗大道的設計。
商場設有中式酒樓、快餐店、餐廳、超級廣場、便利店、醫務診所、家庭用品、教育及文化中心、製餅店以及其他零售行業。

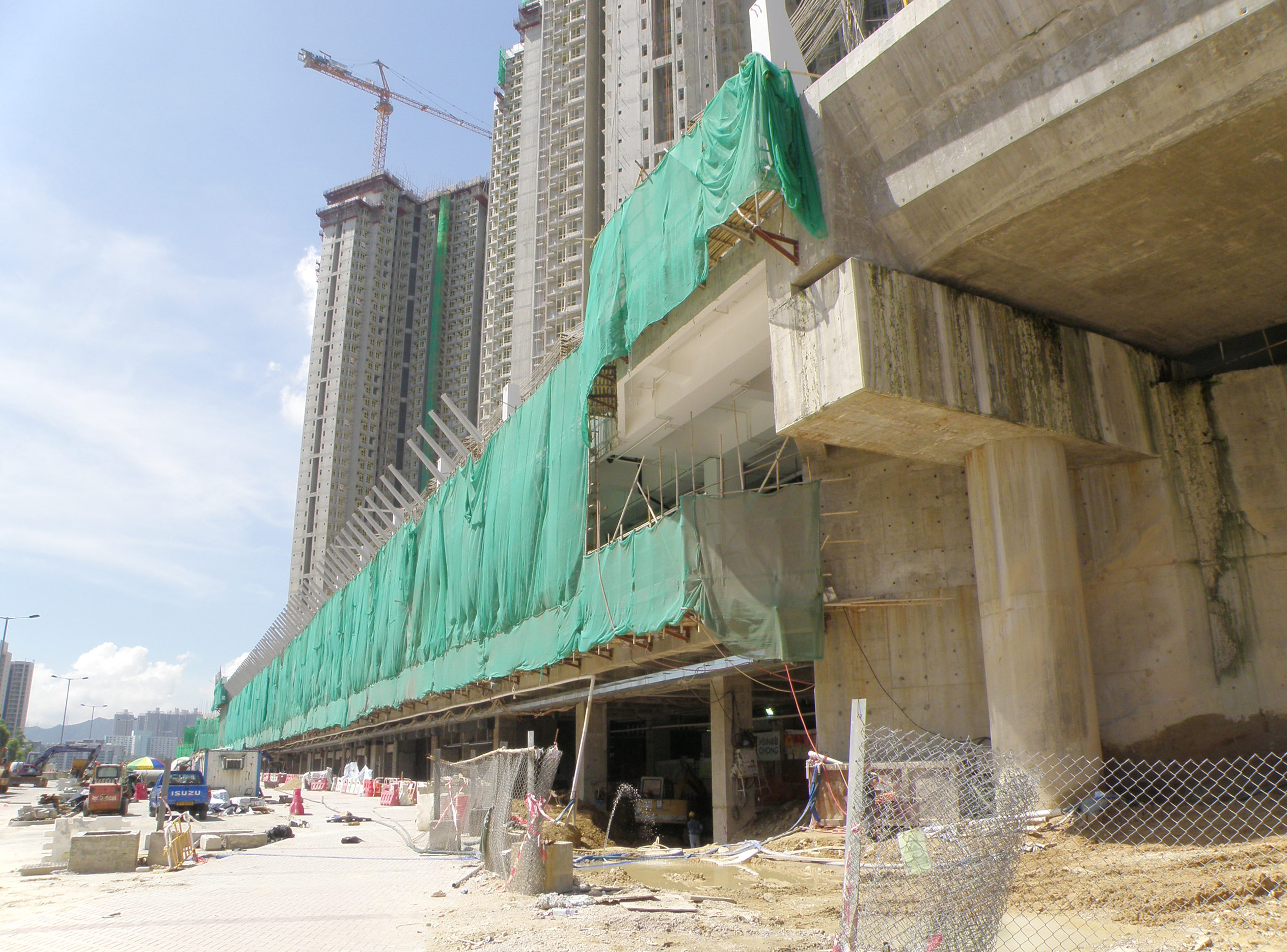
建築中安達商場（2015年8月）
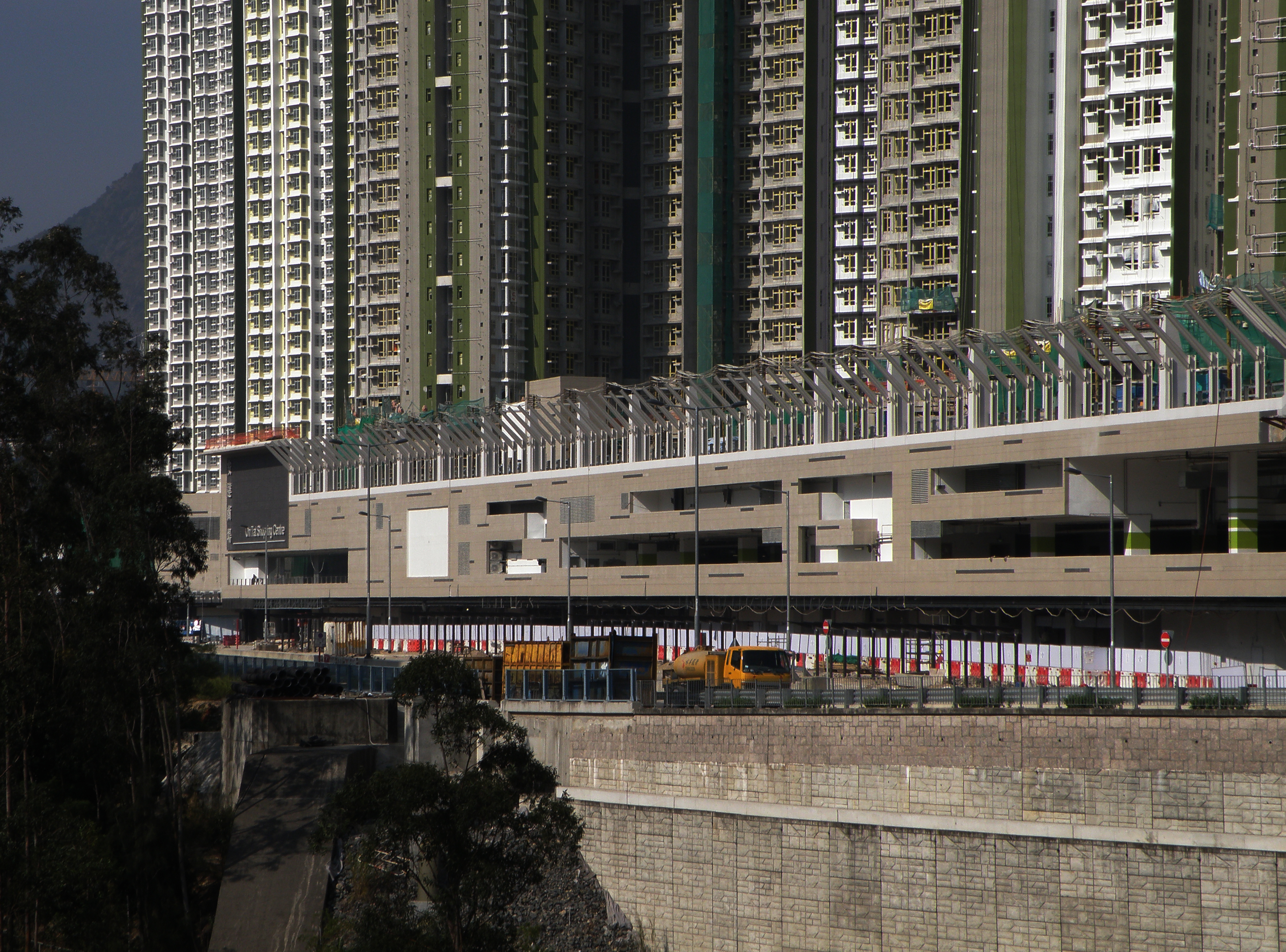
裝修中安達商場（2016年1月）
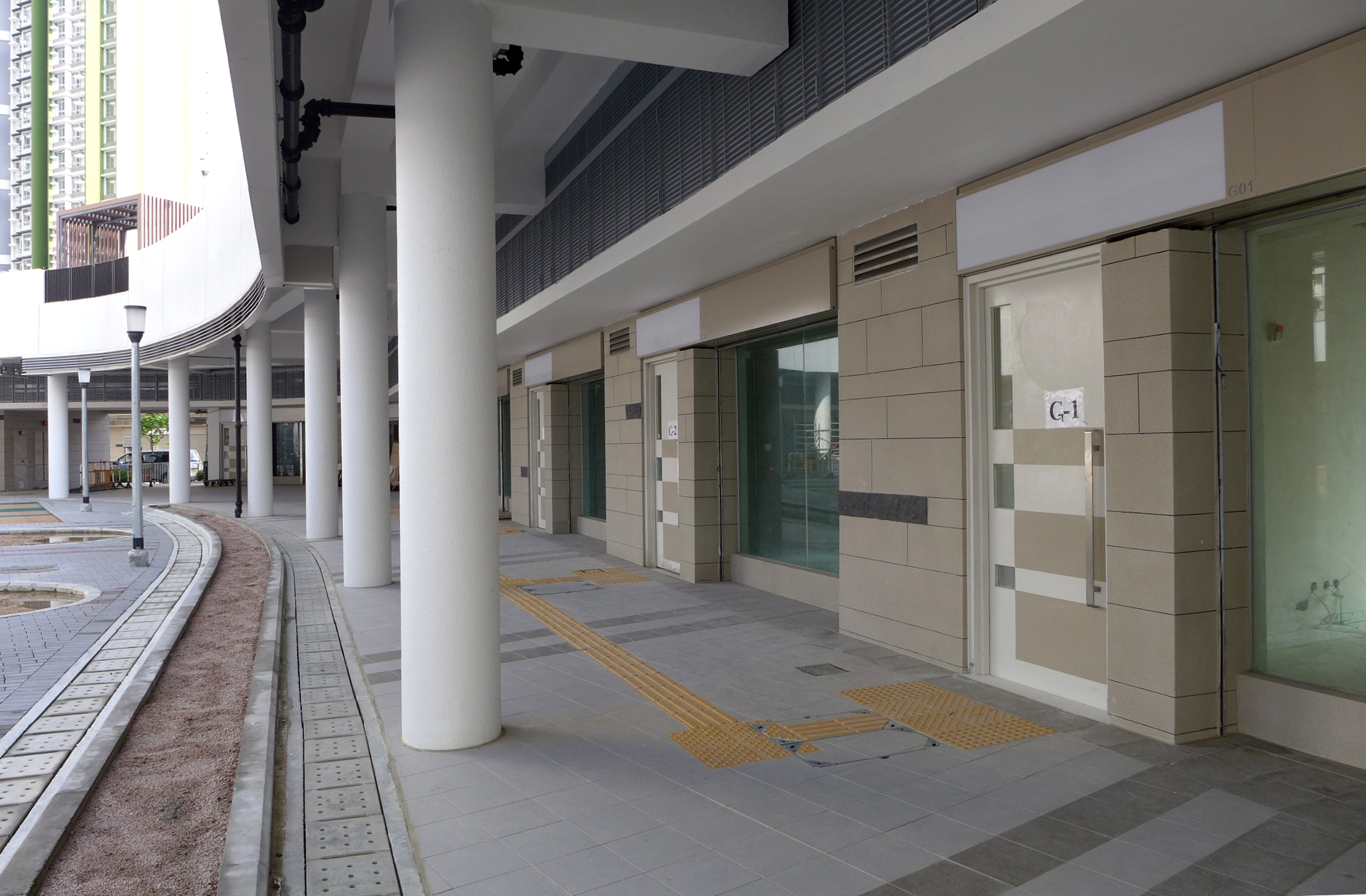
安達商場北翼部份舖位仍空置中（2016年8月）
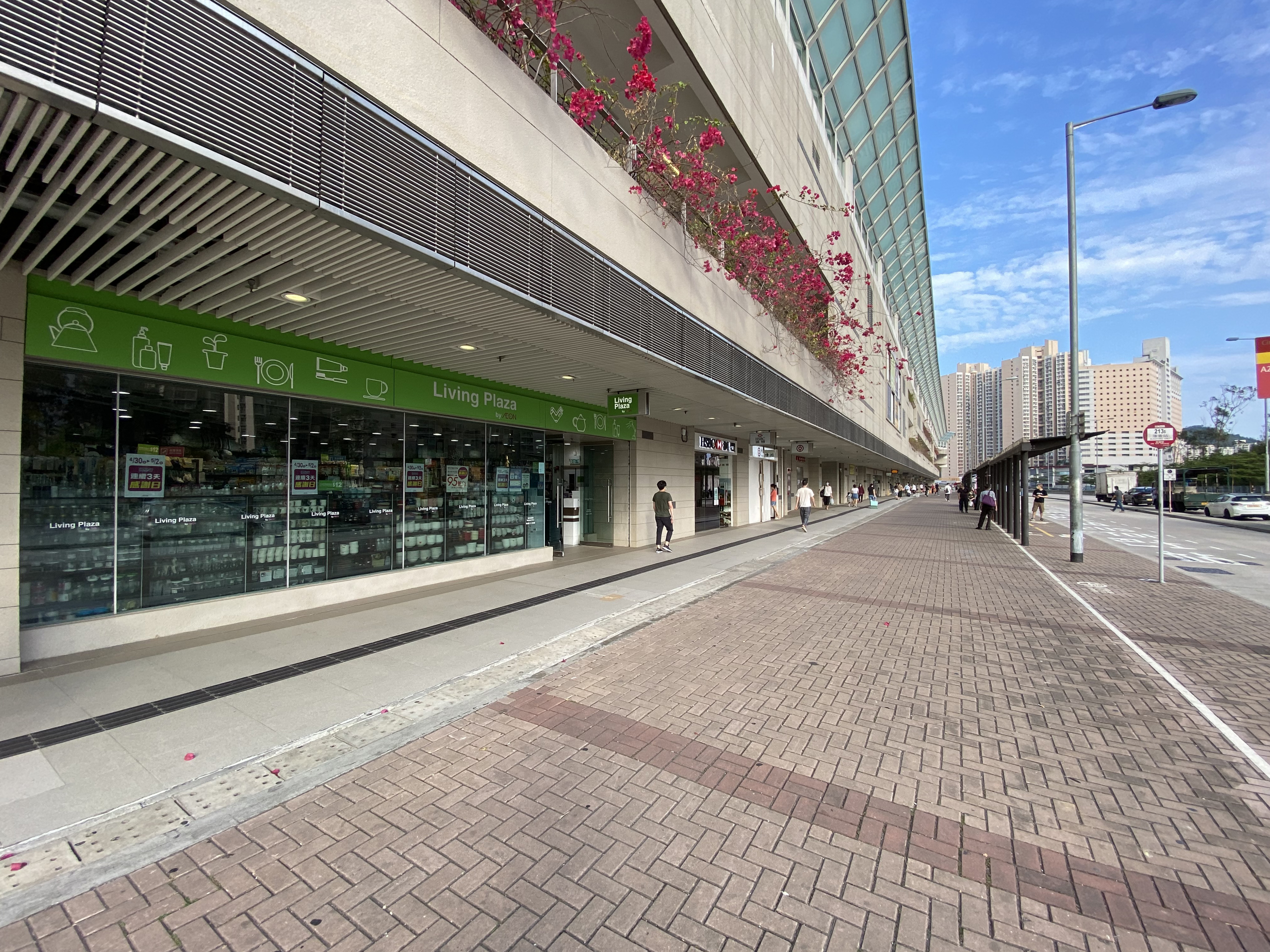
安達商場南翼LG層街舖
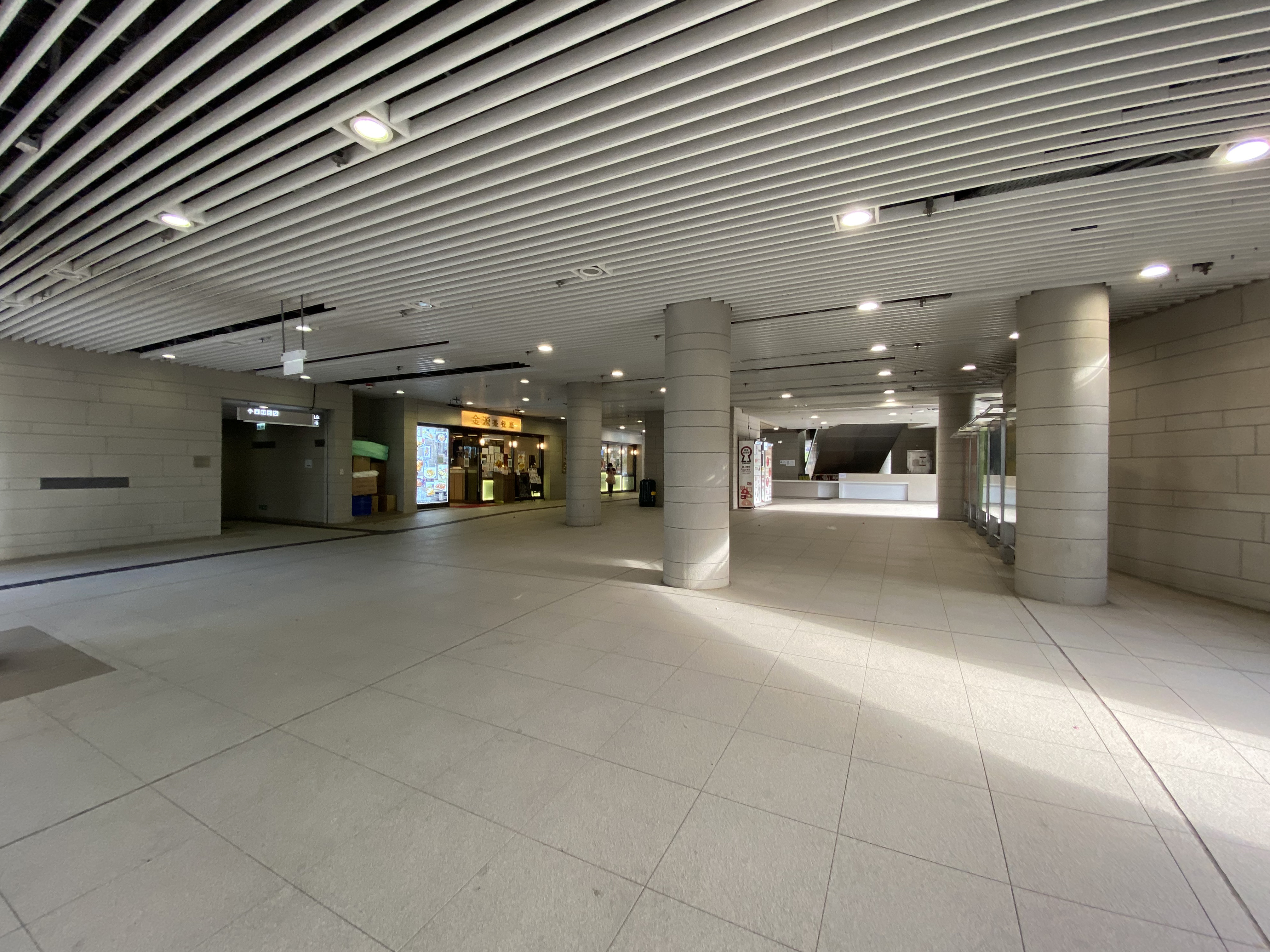
安達商場南翼LG層
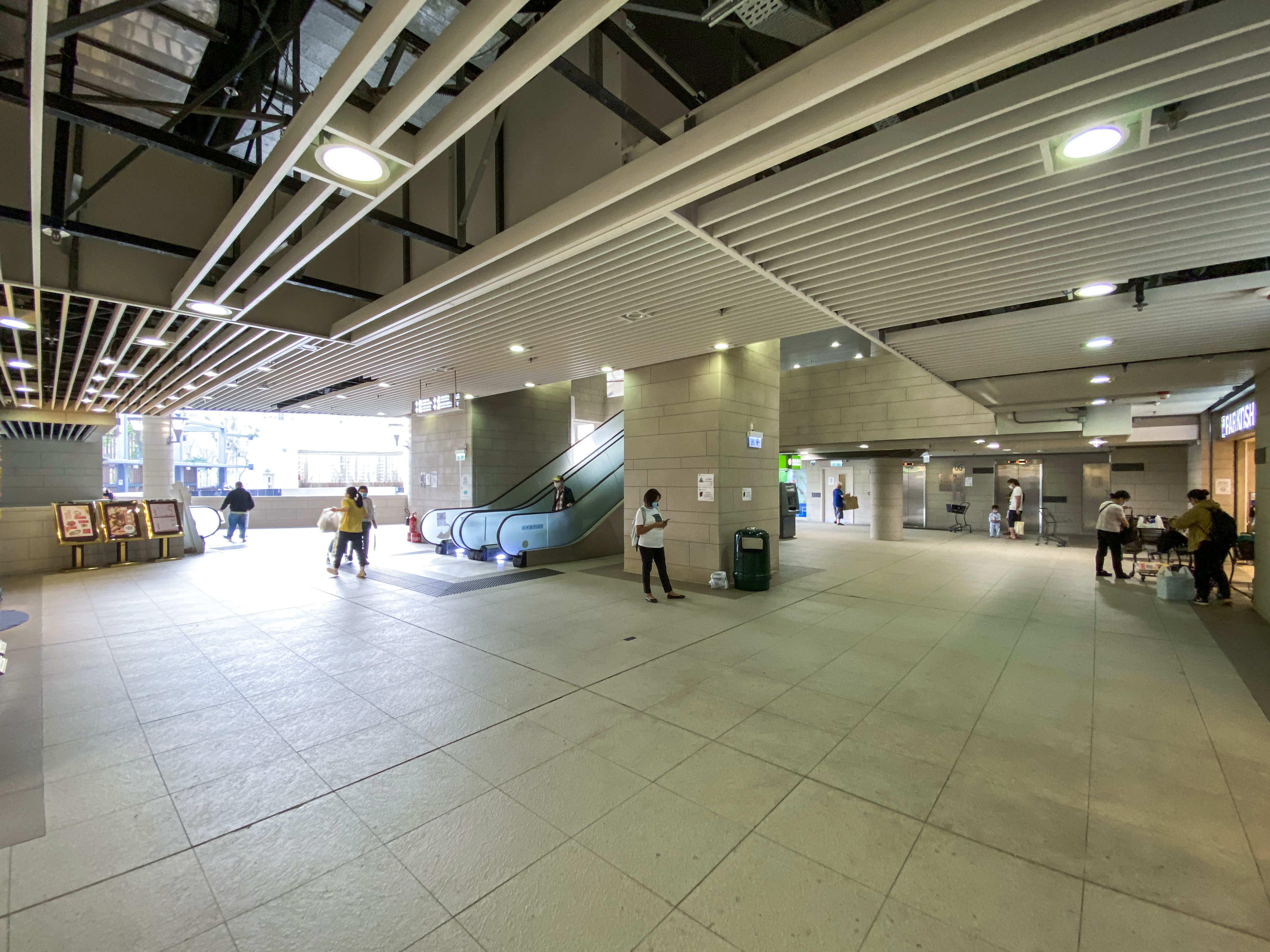
安達商場南翼UG層

## 分區租約事務管理辦事處
地址：九龍觀塘安達邨俊達樓一樓
電話：2177 0162

## 教育及福利設施

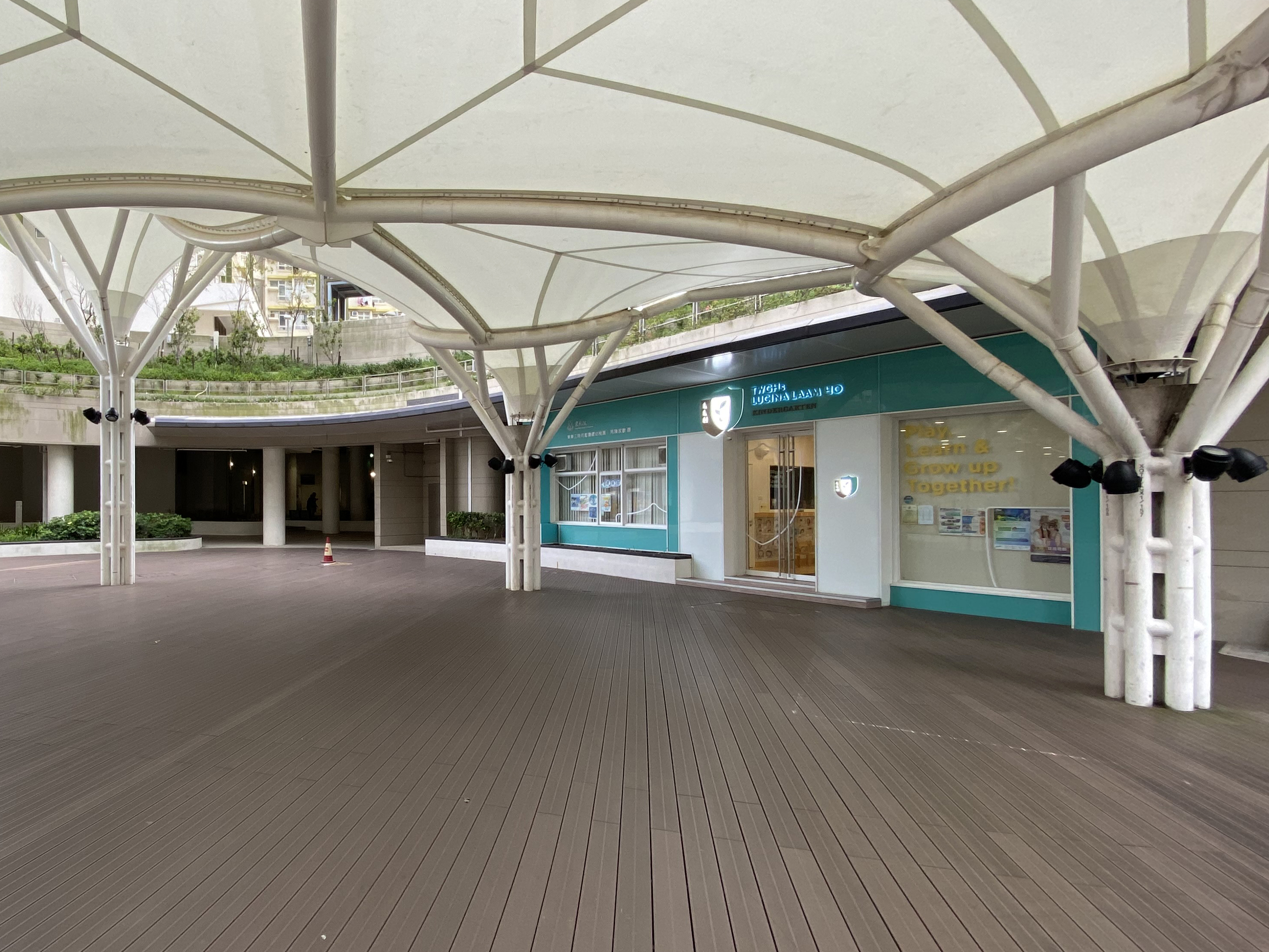
東華三院何藍瓊纓幼稚園

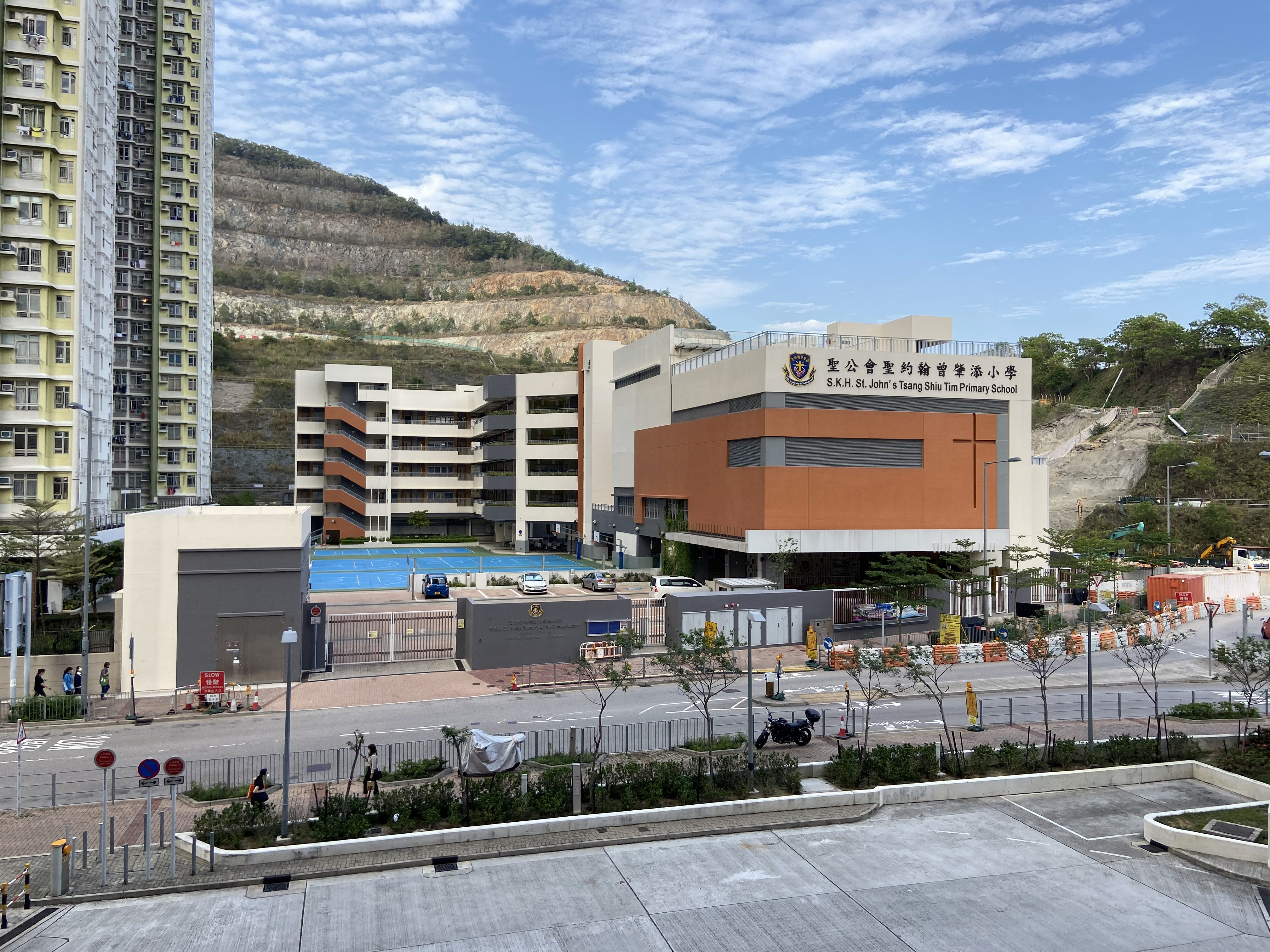
聖公會聖約翰曾肇添小學

### 幼稚園
- 東華三院何藍瓊纓幼稚園  （位於安達商場地下高層，內部樓面面積792平方米，設有6個課室，2017年2月啟用）[9]
- 基督教家庭服務中心楊蔡慧嫻幼稚園 （位於謙達樓與正達樓之間地下）

### 小學
- 聖公會聖約翰曾肇添小學[10]（佔地6400平方米，位於謙達樓和正達樓東南方，於2019年9月啟用）[11]
- 香港道教聯合會雲泉學校[12]（位於安泰邨智泰樓旁邊，佔地7,170平方米[13]，2025年遷入）
- 迦密梁省德學校（鄰近瑪利諾中學新校舍，預計2026年遷入）[14]
- 安博官立小學（位於安禧街，預計2025年遷入）
- 保良局陸慶濤小學（位於安愉徑，預計2028年遷入）

### 中學
- 瑪利諾中學（位於安泰邨錦泰樓對面，於2022年8月遷入）
- 筲箕灣東官立中學（位於安愉徑，預計2028年遷入）

### 長者鄰舍中心
- 東華三院邱木城長者鄰舍中心 （位於仁達樓平台1-4號）

## 交通

### 安達巴士總站
安達巴士總站（英語：On Tat Bus Terminus）位於香港九龍觀塘區安達邨安秀道上，安達邨安達商場對出，供公共巴士使用。運輸署最初計劃開辦兩條專線小巴及六條巴士路線，當中除213D、213X兩線巴士直接交由九巴營辦外，其餘均屬招標路線，最終4條招標巴士路線均由九巴中標，即六條建議巴士路線均由九巴營運。
除了上述路線外，九巴亦將290X改經安秀道及增設回程服務，成為安達邨首條直達新界區巴士路線，其後更獲提升至每天全日服務；與此同時，城巴亦開辦全新城巴機場快線A26，成為城巴首條服務安達邨的專營巴士路線。
安達邨初時一度沒有巴士或專綫小巴來往觀塘市中心，只能經行人天橋乘升降機到秀茂坪乘車，或乘九巴213M或213S線到寶達邨或藍田站轉乘其他路線，實際總車資只比乘該其他路線多$0.1。至2019年，九巴雖開辦213B直達觀塘市中心，唯只於星期一至五上午繁忙時間服務。直到2021年3月8日，11X延長至安泰（北）並途經安達，安達邨才有巴士全日來往觀塘市中心。

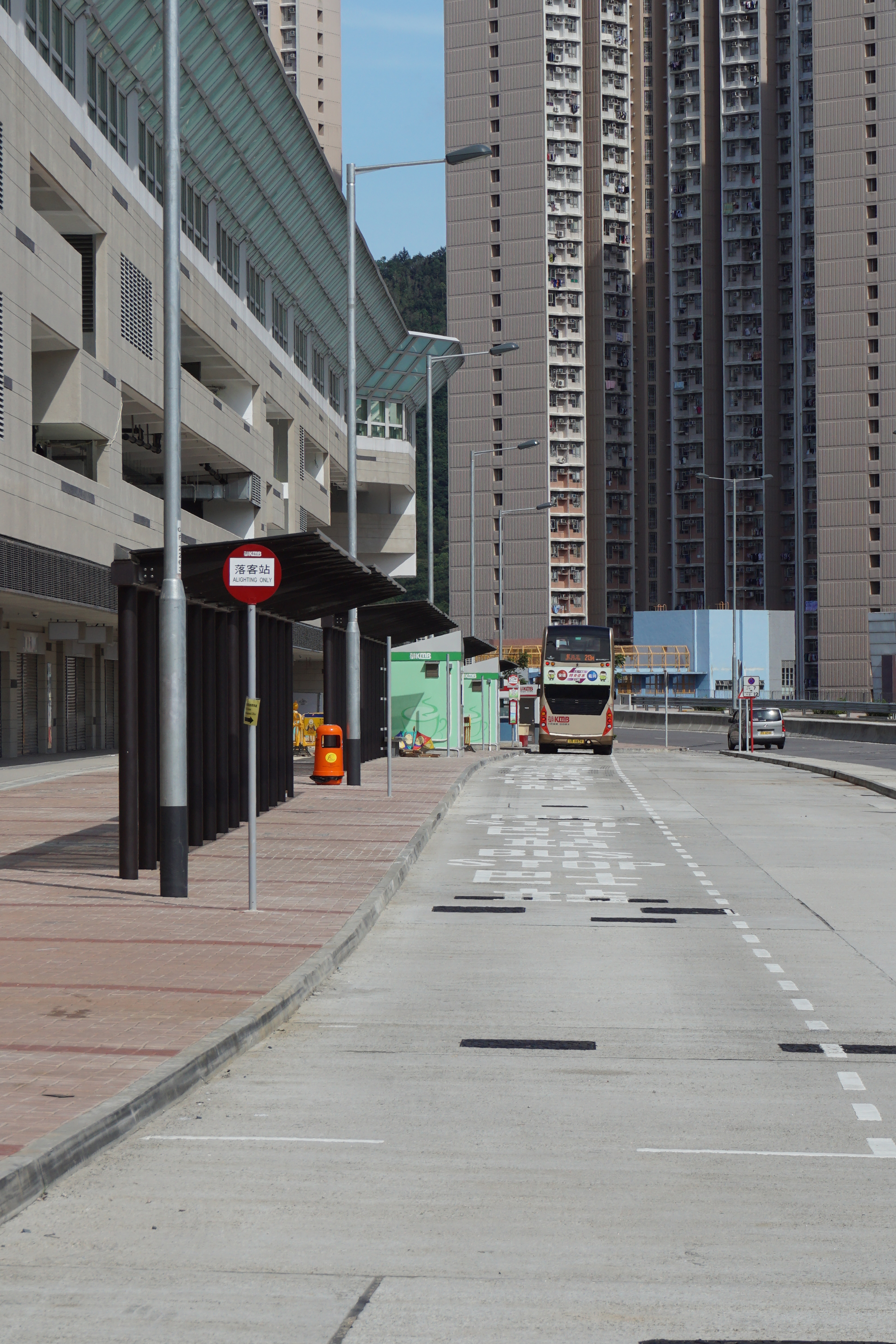
安達巴士總站

### 安達臣道發展區行人接駁系統
安達邨周邊的行人接駁系統如下：
- 安達臣道行人天橋（KF144）

- 安達臣道行人天橋（KF145）

## 區議會議席分布
| 範圍／年度                                                             | 2016-2019 | 2020-2023    | 2024-2027  |
| ---------------------------------------------------------------------- | --------- | ------------ | ---------- |
| 愛達樓及誠達樓                                                         | 寶達選區  | 秀茂坪中選區 | 觀塘北選區 |
| 仁達樓、善達樓、禮達樓、智達樓、俊達樓、賢達樓、孝達樓、謙達樓及正達樓 | 寶達選區  | 安達選區     | 觀塘北選區 |

## 附近屋邨/屋苑
- 安泰邨
- 秀茂坪邨
- 寶達邨
- 秀茂坪南邨
- 安秀苑
- 安麗苑
- 安楹苑
- 安樺苑

## 事件

### 接駁位含鉛 需拆水喉重裝
2015年8月，安達臣道公屋安達邨地盤E一期及二期因發現水喉接駁位含鉛，承建商有利建築自行決定拆喉重裝，有工人在該地盤進行工程，會拆走所有不合格的配件，主要是燒焊位置，拆走後當廢鐵棄置。房署強調總承建商需按法例及合約要求，持續監察工程，並自費糾正不合規格的地方，以符合合約的要求。

## 外部連結
- 安達臣道地盤D公屋發展項目－新昌營造
- 房委會物業位置及資料 安達邨（页面存档备份，存于）